# Csernobili atomerőmű-baleset
A csernobili atomerőmű-baleset 1986. április 26-án történt az akkori Szovjetunió egyik tagállamában), Ukrajnában, a Pripjaty és Csernobil városok melletti Lenin-atomerőműben. A baleset következtében nagyon jelentős radioaktív szennyeződés jutott ki a környezetbe, többek között 50·106 Ci radionuklid került a légtérbe, aminek 70 százaléka Fehéroroszország területére jutott. A kihullott radioaktív cézium-137 izotóp mennyisége 37 000 Bq/m2 volt, a baleset 5200 petabecquerel radioaktivitással terhelte a környezetet. A szennyezés a szelek szárnyán először a Balti államokba, Svédországba, Finnországba és Norvégiába jutott el, de az Ibériai-félsziget kivételével egész Európában – így hazánkban is – megemelkedett sugárzást figyeltek meg.
A katasztrófa egy biztonsági teszt során következett be. A teszttel azt a helyzetet próbálták szimulálni, amikor valamilyen külső hatásra az erőmű áram nélkül marad és a reaktorok hűtéséhez szükséges vízbetáplálást ezen időszak alatt is biztosítani kell. A protokoll szerint ezt dízel aggregátorok biztosították, ám a folyamatnak volt egy rövid, bizonytalan időszaka, amikor az aggregátorok már bekapcsoltak, de még nem pörögtek fel eléggé, hogy megfelelő mennyiségű áramot termeljenek. Ennek az időszaknak az áthidalására az az ötlet született, hogy a leálló rendszerben a lassan lepörgő turbinák még termelnek elég áramot addig a rövid ideig, amíg a dízel aggregátorok be tudnak lépni. Ezt az elképzelést kellett mérésekkel igazolni egy egyébként tervezett karbantartási leállás során.
A teszt folyamán azonban váratlan események történtek. Először is az ukrán villamosenergia elosztó rendszer kérésére a teszthez már megkezdett teljesítménycsökkentést 50%-os teljesítményen meg kellett állítani, ami beindított egy már az 1940-es évektől ismert káros folyamatot: alacsony teljesítményű reaktorüzem mellett a a működés instabillá vált és reaktivitást csökkentő xenon termelődött a reaktormagban, ám a kezelőszemélyzet ezt nem ismerte fel. A leállás késleltetése miatt két műszak is váltotta egymást, mire éjfél előtt nem sokkal nekiláthattak a teszt végrehajtásának. Ennek első lépéseként a 3200 MW névleges teljesítményű, de már fél napja 1600 MW-on üzemelő reaktor teljesítményét 700 MW-ra – a teszthez előírt mértékre – a csökkentették, ám a teljesítménycsökkenést nem sikerült ezen a szinten megállítani, hanem az a xenonmérgezés miatt spontán tovább zuhant, egészen a névleges teljesítmény kevesebb mint 1%-ig, 30 MW-ig. Ekkor a tesztet vezető Anatolij Gyatlov főmérnök helyettes utasítást adott a teljesítmény megemelésére, hogy a tesztet el lehessen végezni. Alekszandr Akimov műszakvezető és Leonyid Toptunov szenior reaktorirányító ekkor szabályozórudakat kezdett el kiemelni a zónából, hogy megnőjön a reaktivitás és felfusson a teljesítmény, ám az nem, vagy csak alig akart emelkedni. A teljesítményt mindössze 200 MW-ra sikerült feltornászni annak árán, hogy – különböző források különböző adatai alapján – 6 vagy 7, azaz messze a minimális biztonsági előírások szerinti szám alatti szabályozórúd maradt csak a zónában. Ekkor lefolytatták a tesztet, bár a nem megfelelő reaktorértékek miatt ennek kétes eredménye volt. A vizsgálat nem volt képes egyértelműen kimutatni, hogy miért, de a teszt végén valamelyik reaktorirányító – minden bizonnyal Akimov – megnyomta a rendszer AZ-5 jelű vészleállító gombját, amelynek hatására az összes szabályozórúd visszacsúszott a zónába, hogy teljesen leállítsa a reaktort. Ekkor azonban a reaktor két tervezési hibája kezdte kifejteni hatását. Az RBMK típusú szovjet atomreaktor két alapvető tervezési jellegzetessége az volt, hogy grafit moderátort használt és megengedte, hogy a rendszernek pozitív legyen az üregtényezője. Előbbi miatt a szabályozórudak alja a reaktivitást serkentő grafitból készült, így amikor a szabályozórudakat a rendszer leállítása miatt visszacsúsztatták a helyükre, éppenhogy még növelték is a reaktívitást, ahelyett hogy csökkentették volna. Utóbbi pedig azt jelentette, hogy amikor a rendszer hevülése közben elforralta a hűtővizet, abban gőzbuborékok (a hűtőfolyadákáram „ürege”) keletkeztek, amelyek segítettek a reaktívitás megövekedésében, míg a víz éppenhogy csökkentette azt. Ezen két hatás együttes jelentkezésével és a korábbi biztonsági minimumok áthágásával kontrollálatlanul elkezdett megugrani a hőteljesítmény, amelynek a legmagasabb leolvasott értéke a néveleges 3200 MW több mint tízszerese, 33000 MW lett. Közben a hőteljesítmény emelkedése miatt túl sok gőz keletkezett a rendszerben, amelynek nyomása megrepesztette, tönkretette a szabályzórudakat, amelyek elakadtak félúton és az itt megakadt grafitvég a végtelenségig volt képes növelni a reaktivitást. A gőznyomás végül addig emelkedett, míg a folyamat végén egy gőzrobbanás következett be, ami lerepítette a reaktor fedelét, kirobbantotta a reaktorépület tetejét és szabaddá tette a reaktorzónát. A benyomuló levegő oxigénjétől aztán egy még nagyobb második robbanás is bekövetkezett – egyes elemzések azonban mindkét robbanást úgy is képesek felfogni, mint egy gyenge, félresikerült nukleáris robbanás –, ami véglegessé tette a rombolást. Az üzemanyagrudak megsérültek, ahogy az azokat magukba fogadó grafitcsatornák is, együtt a hűtővíz csöveivel. Ám ezek eltörpültek amellett, hogy a zónából jelentős mennyiségű nukleáris szennyeződés repült ki az atomerőmű közvetlen környezetébe.
Még aznap a Szovjetunió Kommunista Pártja egy kárelhárító bizottságot rendelt a helyszínre. A bizottság vezetője Borisz Scserbina, miniszterelnök helyettes volt, míg szakmai vezetője Valerij Legaszov, a Kurcsatov Intézet igazgatóhelyettese, atomtudós volt. A bizottság előbb pontosította a rendelkezésre álló információkat – amelyek kezdetben intakt reaktorról és súlyos, de nem számottevő sugárzásról számoltak be, a valóságban azonban végzetesen sérült, felnyílt reaktorzónával és tragikusan magas sugárzással kellett szembenézni –, majd nekikezdtek a kárelhárításnak. Elkezdték a reaktorzóna helikopterekről való oltását, amit homok, bór és agyag keverékének leszórásával végeztek. Majd 36 óra múltán elrendelték Pripjaty város ideiglenes kiürítését – amely később véglegesnek bizonyult –. Még később pedig elrendelték egy 30 km-es zóna lezárását az ott kihullott nukleáris szennyeződés miatt, a lakosság kitelepítését, a talaj felső rétegének mentesítését, az állatok begyűjtését és elpusztítását egy széles körű, nagy erőket megmozgató akció keretében. Magának az atomerőmű épületének mentesítését pedig egy különálló akcióban szervezték meg. Kezdetben robotokkal akarták megtisztítani a robbanás által a tetőkre és az erőmű udvarára hullott sugárzó daraboktól az objektumot, ám amikor azok kudarcot vallottak, emberi erőt, az ún. likvidátorokat – általában a helyszínre vezényelt, parancsot teljesítő katonákat – vetettek be, akik kézi erővel végezték el a takarítást, közben óriási egészségügyi kockázatot vállalva. Emellett megakadályozták azt is, hogy az idő közben bekövetkező zónaolvadás miatt a reaktor alatti betont átégető anyag, az ún. kórium ne kerüljön be a talajvízbe és más kárt se okozzon. Ezt kezdetben tulai bányászok által a reaktorépület alá vájt objektummal és hűtésként cseppfolyós nitrogén befecskendezésével tették meg, később ezzel felhagytak. A kárelhárítás utolsó lépése egy védőépület létrehozatala volt, amely a sugárzás további terjedését akadályozza meg. Egy ideiglenes védőépületet, az ún Szarkofágot még a katasztrófa után rögtön felhúztak főként beton felhasználásával, ám ezt eredetileg is ideiglenesnek szánták és a 2010-es évek során egy új, a tervek szerint kb. 100 évig biztonságosan álló új védőépületet emeltek a 4-es reaktor fölé.
A legtöbb vitát a katasztrófának a szovjet állam általi kezelése okozta. A Mihai Gorbacsov vezette Párt kezdetben megpróbálta minden erővel eltussolni az ügyet és titokban tartani a katasztrófa bekövetkeztét, ám a sugárszennyezést a svéd Forsmark atomerőműben észlelték és a világ közvéleménye hamarosan értesült róla, majd a szovjet hatóságoknak is el kellett ismernie a katasztrófa bekövetkezésének tényét. Ám a tájékoztatás később is sok kívánnivalót hagyott maga után. Például a súlyos radioaktív kihullás ellenére megtartották a néhány nap múlva esedékes, szokásos május 1-jei felvonulásokat úgy a Szovjetunióban, mint a környező szocialista országokban, így hazánkban is. Ugyanez a titkolózás volt jellemző a katasztrófa hatásaira is, így főként az áldozatokra és a megbetegedésekre vonatkozóan. A szovjet tájékoztatás mindössze 30 hivatalos halálesetről számolt be, zömmel az erőmű szolgálatban levő és a mentésbe bekapcsolódó dolgozói, valamint az először a helyszínre kiérkező tűzoltók közül. Ám a sugárzás okozta megbetegedések felderítése, az adatok nyilvánosságra hozatala is hiátusokat szenvedett, így máig nem lehet pontosan tudni, hogy emberéletben, vagy emberi egészségben milyen árat fizetett az emberiség Csernobilért.

## Az erőmű

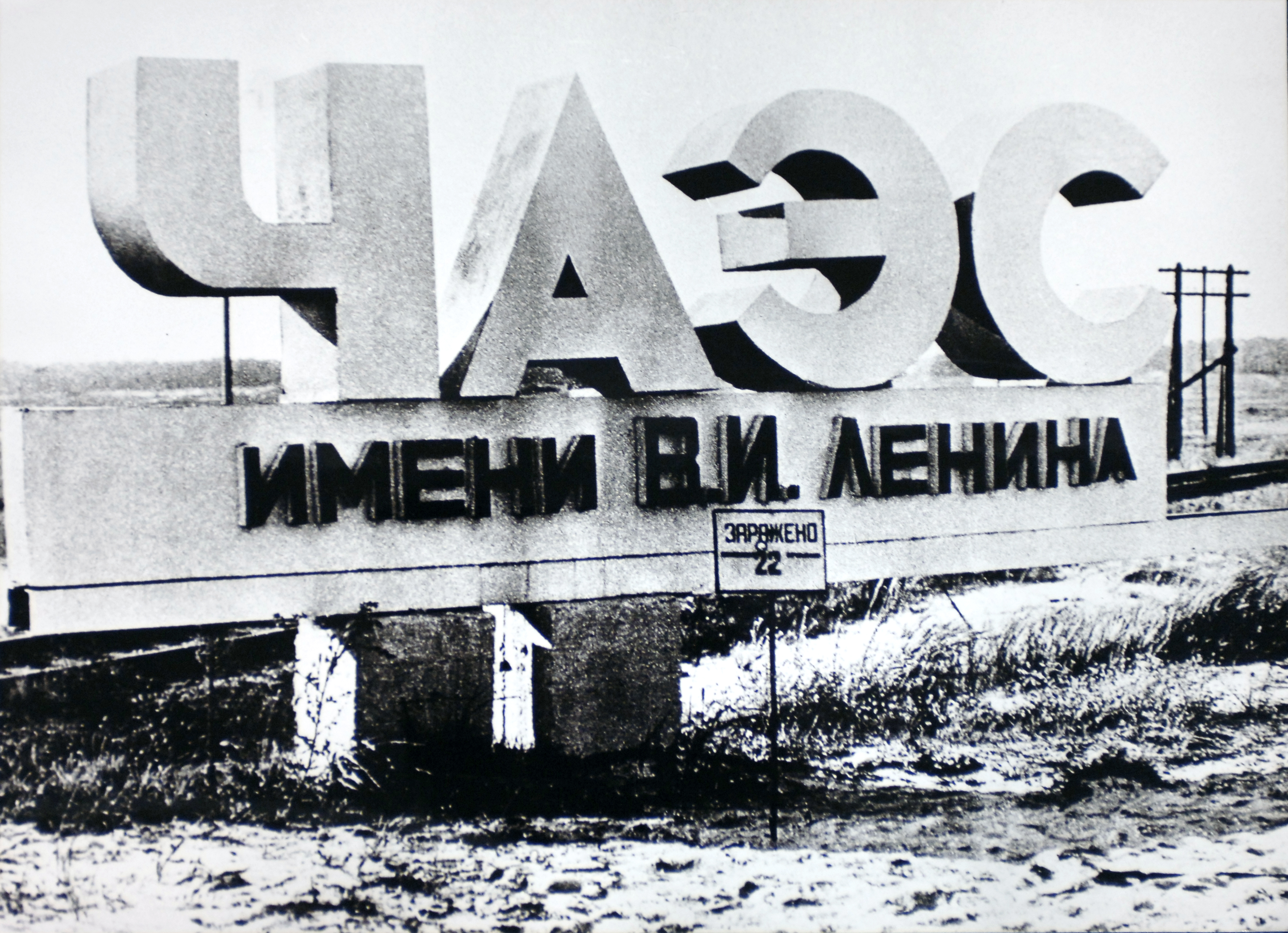
Vlagyimir Iljics Leninről elnevezett Csernobili Atomerőmű

Egy grafitmoderátoros reaktor szerkezete

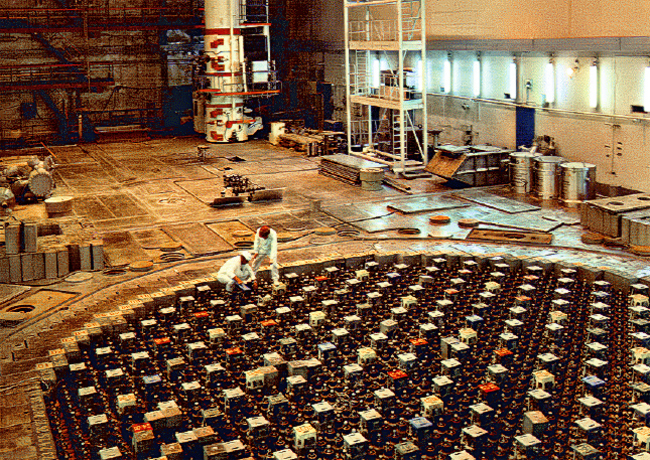
Egy grafitmoderátoros RBMK-reaktor tetején üzemanyagcsatorna-fedelek vannak, amelyek a használat során lehetővé teszik az üzemanyag cseréjét

A hivatalos nevén Vlagyimir Iljics Lenin Csernobili Atomerőmű (Чернобыльская АЭС имени В. И. Ленина) az ukrajnai Pripjaty városa mellett áll a Pripjaty-folyó partján, 18 kilométerre Csernobil várostól, 20 km-re Ukrajna és Fehéroroszország határától, Kijevtől 130 km-re északra. Építése 1972-ben kezdődött, és eredetileg a világ legnagyobb atomerőművét tervezték létrehozni vele összesen 12 reaktorral, amelyet hat építési fázisban kívántak létrehozni. A benne alkalmazott technikát a szovjetek az RBMK–1000 típusú reaktorokra kívánták alapozni. Ezzel ez lett a Szovjetunió Leningrád és Kurszk melletti harmadik RBMK-erőműve, egyben az első, amely nem az Oroszországi SzSzK-ban, hanem az Ukrán SzSzK területén volt. Az első reaktort 1977-ben adták át, majd ezt követte sorban a 2-es számú 1978-ban, a 3-as 1981-ben és a 4-es reaktor 1983-ban. A baleset idején már készült az 5-ös és 6-os egység is, nagyjából egy kilométerre elkülönülten a 3-as és 4-es épülettől (a további egységeket a folyó túlsó partján tervezték felállítani, ám erre már nem került sor).
Az erőművekben RBMK–1000-es típusú atomreaktorokat telepítettek. Az 1-es és 2-es blokkban I. generációs változatokat, míg a 3-as és 4-es blokkban már fejlettebb, II. generációs verziókat. Ez utóbbiak grafitmoderátoros felépítésűek voltak, névleges hőteljesítményük 3200 MW (3,2 GW) volt, 31,25% hatásfok mellett, így a névleges elektromos teljesítményük 1000 MW-ra (1 GW-ra) adódott – innen a típusszámban szereplő 1000-es szám –. Az elektromos áramot reaktoronként 2 db 500 MW-os hidrogén hűtésű turbógenerátor fejlesztette, amelyek a reaktor mellett, egy 600 méter hosszú gépteremben álltak. A legnagyobb elektromos teljesítményt 3000/perc fordulaton érték el. A megtermelt energiát az erőmű a 330 kV-os és 750 kV-os hálózatokba táplálta be, és körülbelül Ukrajna áramszükségletének 10%-át lehetett fedezni, amikor csúcsteljesítményen működött a négy blokk.

## A végül végzetessé váló teszt
Az atomreaktorok egyik fő megoldandó problémája a hőháztartás egyensúlyban tartása. Általános jellemzője a folyamatnak, hogy az energiatermeléshez szükséges hőt az atommag hasadás termeli, ám ezt leállítva a névleges teljesítmény 5–10%-át kitevő hő képződik a radioaktív bomlás melléktermékeként. Ez azt jelenti, hogy a reaktort annak akár üzemszerű leállítása után is aktívan hűteni kell, különben az túlhevül és zónaolvadás következik be (lásd a fukusimai atomerőmű-balesetet).
Az RBMK-1000 reaktorok vizet használtak hűtőközegként. A csernobili 4-es blokk reaktora 1661 fűtőelemből állt, mindegyikük 28 m³/h-s vízhűtést igényelt, azaz az egész reaktort óránként 45 millió liter hűtővízzel kellett ellátni. A probléma, hogy egy vészleállás (a szivattyúkat meghajtó áram bármilyen okból való kimaradása) esetén is mindenképpen biztosítani kellett a hűtővíz ellátást. Az RBMK reaktorok vészhűtését ugyanúgy a primer-köri keringetőszivattyúk látták el, mint az üzem közbeni hűtést, ezek áramkimaradás esetére való energiaellátására dízelaggregátorokat telepítettek, ám ezek beindulásához és felpörgéséhez technológiailag jelentősnek számító 60–80 másodperc volt szükséges. Ezt a 60–80 másodpercet kellett áthidalni és megoldani az ezen idő alatti áramellátást és a vízbetáplálás folyamatosságát. Az RBMK reaktorok ezen negatív tulajdonságának kiküszöbölésére már korábban megszületett az igény és a megoldás is: a dízelaggregátorok felpörgéséig a keringtetőszivattyúkat a leálló turbógenerátorokról azok mozgási energiáját kihasználva járassák és lepörgésük közben is termeltessenek velük áramot, immár csak a szivattyúkat meghajtva. További kockázat volt, hogy az áramkimaradás együtt jelentkezik a hűtőcsövek törésével (pl. egy földrengés, vagy bombatámadás miatt). Egy ilyen esemény bekövetkeztekor a csak a zóna hűtésére szolgáló külön vészhelyzeti zónahűtőrendszernek (ECCS – emergency core cooling system) kellett működésbe lépnie. Az elgondolást tesztekkel kellett igazolni. Az előzetes számítások egyébként azt mutatták, hogy az ECCS ellátásához a gőzturbinák lepörgésével csak kb. 45 másodpercig képesek elegendő áramot termelni, ami ugyan nem elégítette ki teljesen az igényeket, de áthidaló megoldásnak elfogadták. Tekintve, hogy a módosítás az erőmű szerkezetébe, biztonsági rendszerébe való komoly beavatkozással járt volna, a teszteket csak gondosan előkészítve lehetett lefolytatni, méghozzá – termelő erőművekről lévén szó – az éves leállásokhoz igazítva.
A terv a következőket tartalmazta:
- a reaktor teljesítményét 3200 MW-ról 700 MW-ra csökkentik (ez elegendő az egyik turbina terheletlen járatásához);
- közben a fogyasztókat lekapcsolják;
- a primer körre az üzemszerűen külső áramforrásról üzemelő keringtetőszivattyúk mellé ráindítják a generátorról üzemelő tartalékszivattyúkat;
- a reaktorról az üzemelő turbinát leválasztják;
- ugyanekkor a reaktort a gyorsleállító rendszerrel üzemszerűen leállítják;
- közben mérik a szabadon futó turbináról üzemelő szivattyú teljesítményét.

A leállás során a turbógenerátorokon rezgésdiagnosztikát is terveztek végezni, ehhez extra műszereket szereltek fel.

## Előzmények
|  | „A Szovjetunió Kommunista Pártja Központi Bizottsága részére. Jelentés a Csernobili Atomerőmű építésénél tapasztalt szabálysértésekről. TITKOS! A beérkezett operatív adatok szerint a Csernobili atomerőmű építkezésének egyes részlegeinél előfordulnak a tervektől való eltérések, amelyek üzemzavarhoz és szerencsétlenséghez vezethetnek. A gépterem oszlopai a kitűzési tengelyektől 100 mm-ig terjedő eltéréssel lettek felállítva, egyes oszlopok között pedig hiányzik a vízszintes összekapcsolás. A falpaneleket 150 mm-es elhajlással rakták le. A terem födémét az előírásoktól eltérően építették ki. A gépteremben lévő emelődaruk mozgáspályáin 100 mm-ig terjedő eltérés van, helyenként 8 fokos szögben lejtenek. A különlegesen nehéz beton öntése közben a munkát több alkalommal megszakították, a betonozás minősége alacsony. A munkálatok során hőszigetelésre nem került sor, ez a talajvíznek az épületbe való behatolásához, környezetszennyezéshez vezethet. Kijev, 1979. január 17. Aláírás: a KGB eseti vizsgálóbizottságának elnöke, Jurij Andropov (Forrás: az Ukrán Biztonsági Szolgálat Állami Archívuma, 16. Tárló, 42 ügyirat, 247-248. ív)” |
|  | |

### A teszt sikertelensége korábban
Ilyen tesztekkel kizárólag a csernobili erőműben próbálkoztak, de azok 3 alkalommal (1982-ben, 1984-ben ill. 1985-ben) is sikertelenek voltak, további finomításokra volt szükség. A következő kísérletet a Lenin-erőmű 4-es blokkjának 1986-os karbantartási leállítására ütemezték be. A leállás előtt a tesztekhez protokollokat készítettek, a szükséges (elsősorban elektromos) módosításokat elvégezték, az erőmű kezelőszemélyzetét felkészítették.

### A teszt napja

#### A teszt előkészítése
A teszt egy előre tervezett reaktor karbantartási leállás idejére, 1986. április 25-re volt tervezve.:3 A nappali műszak pontos eligazítást kapott a reaktor üzemeltetési folyamatairól és magáról a tesztről és egy elektromérnökökből álló különleges csoport is megjelent a tesztre, hogy az elektromos tesztfolyamatokat felügyelje, amint a megfelelő feltételek előálltak. A teszt (illetve a tervezett reaktorleállás) első lépése volt, hogy a reaktor teljesítményét lecsökkentsék, ami már korábban, április 25. 1:06-kor (április 24. 23:56 UTC) megkezdődött és a maximális 3200 MW-os hőteljesítmény a nappalos műszak kezdetére fokozatosan le is csökkent annak felére, 1600 MW-ra.:53
A nappali műszak aznap 14:15-kor tervezte megkezdeni a tesztfolyamatot:3. Ehhez utolsó előkészületi lépésként kikapcsolták a vészhelyzeti zóna hűtési rendszert:53. 14:00-kor azonban a kijevi elektromos elosztó központ jelezte, hogy valahol Ukrajnában egy másik erőmű meghibásodással küzd, ráadásul a közelgő ünnep – aznap éppen a pravoszláv húsvét nagypéntekje volt és utána a hétvégén kezdődtek a vallási ünnepek – miatt a lakossági fogyasztás váratlanul erős lett, így nem nélkülözhetik a megtermelt áramot és kérték Csernobilt, hogy egyelőre ne csökkentse tovább a teljesítményét:53. Hamarosan lejárt a nappalos műszak munkaideje és a délutános műszak lépett szolgálatba:3. A leállítás felfüggesztése és a fél kapacitáson való további üzemelés idejére azonban a vészhelyzeti zóna hűtési rendszert nem kapcsolták vissza. Ez a gyakorlatban azt jelentette, hogy a műszak alatt két-három embernek jelentett külön feladatot, hogy manuálisan állítgassák a működtető szelep egyébként hajókerék-kormány méretű kerekét. A vészhelyzeti zóna hűtési rendszer kikapcsolva maradt egészen a katasztrófa pillanatáig. Ennek a tényezőnek a későbbi elemzések szerint nem volt hatása magára a katasztrófa bekövetkeztére, azonban az, hogy 11 órán át kikapcsolt biztonsági rendszerrel működhetett egy atomerőmű reaktora, jól jellemzi a helyszínen uralkodó biztonsági kultúrát, vagyis annak teljes hiányát:10, 18.
23:04-kor a kijevi hálózati elosztóközpont felelőse értesítette az erőművet, hogy a fogyasztás immár eléggé lecsökkent, elvégezhetik a reaktor leállítását és a hálózatról való leválasztását. A nappalos műszak, aki a tesztet végezte volna és megfelelően felkészítették a folyamatokra, már régen hazament, majd a délutános műszak is ugyanerre készülődött, hogy az éjszakás műszak vegye át tőlük a feladatokat. Az éjszakás műszaknak a tervek szerint mindössze annyi feladata lett volna, hogy az egyébként teljesen álló rendszer mellett a radioaktív bomlásból eredő hő hűtését felügyeljék. A teszt felügyeletét Anatolij Gyatlov, a Csernobili atomerőmű helyettes főmérnöke – mint a jelenlévő legmagasabb rangú felelős vezető – látta el (ő maga az eredeti délutáni tesztet is vezette volna, ám amikor azt elhalasztották, hazament és újra munkába állt késő este). A műszak vezetője Alekszandr Akimov mérnök volt, míg a reaktor közvetlen irányítását Leonyid Toptunov, szenior reaktorirányító mérnök látta el (apró adalék, hogy Toptunov a tragédia idejében 25 éves volt és mindössze néhány hónapos gyakorlattal foglalhatta el ezt a szenior pozíciót...).

#### A közvetlen, katasztrófához vezető téves tevékenységek
A tesztet a reaktor 700–1000 MW közötti teljesítményén kellett elindítani és a folyamatban 1986. április 26-án 00:05-re sikerült 720 MW-ra csökkenteni a teljesítményt. Azonban a teljes személyzet, a nappali, délutános és éjszakai váltásban sem volt tudatában annak a folyamatnak, hogy a csökkentett reaktorteljesítmény miatt a maghasadás során egy melléktermék keletkezik a reaktorban, a xenon-135. Az anyag a reakciót gátló, neutronelnyelő tulajdonsága miatt a szakirodalomban a reaktorméreg elnevezést kapta és a felhalmozódását pedig reaktormérgezés néven említik. Normál, teljes kapacitáson működő termelés mellett ez az anyag elég és a folyamat során azonnal átalakul stabil xenon-136-tá, így a reaktormérgezés nem jöhet létre. Ám a félkapacitáson működő reaktor mellett a maghasadás mellett keletkező jód-135 bomlik folyamatosan xenon-135-té és nem is tud távozni a rendszerből. Ez a jelenség nagyban befolyásolta – negatív irányban – a reaktor kezelését. A reaktorméreg felhalmozódása miatt a 720 MW-os – a teszt elvégzéséhez szükséges – szintet nem sikerült megtartani, hanem a reaktorteljesítmény spontán módon tovább csökkent, megállíthatatlanul.
Amikor a teljesítménycsökkenés elért 500 MW-ig, a reaktorirányítók átkapcsoltak a lokális automata szabályzórendszerről, globális automata szabályzásra (AR – automatic regulator), amelytől azt várták, hogy az automatikusan fenntartja a teljesítményszintet:11. Előbb az AR–1 jelű automata szabályzó indult el, amely a zóna belsejében lévő négy szabályzórúdból állt és a rendszer ki is húzta mind a négy szabályzórudat. Ám az AR–2 jelű automata szabályzó nem működött megfelelően annak ionizációs kamrájában tapasztalt kiegyensúlyozatlanság miatt. Toptunov erre reagálva csökkentette a teljesítményt, hogy a kiegyensúlyozatlanság megszűnjön, ám ezenközben a teljesítmény spontán lezuhant egészen 30 MW-ig, a névleges teljesítmény 1%-ra, egy a teljes leálláshoz közeli szintre. Ennek a spontán zuhanásnak a teljesítményben az okait nem sikerült feltárni: több forrás ezt Toptunov kezelői hibájaként jelöli meg, Gyatlov a jelentésében pedig az AR-2 hibájával magyarázta.:11
A teszthez szükséges feltételek egyáltalán nem álltak fenn, a tesztben leírt teljesítményszint mindössze 5%-a állt rendelkezésre:73. Az alacsony reaktivitás egyúttal megakadályozta, hogy a xenon-135 elégjen és átalakuljon xenon-136-tá:6, és gátolva, hogy a reaktivitás nőjön, a teljesítmény emelkedjen. Hogy megemeljék a teljesítményt a teszthez, a kezelőszemélyzet elkezdett szabályozórudakat kihúzni a zónából. 00:39-ra sikerült 160 MW-ra emelni a teljesítményt a szabályozórudak többségének kiemelésével (bár ekkor még a szabályozórúd konfiguráció összességében az előírásos limiteken belül maradt, amely szerint ha 15-nél több szabályozórúd behelyezve marad, a rendszer biztonságosan működtethető). Ugyanakkor a reaktor működése bizonytalanná vált, a zóna hőmérséklete instabil lett, a hűtővíz áramlással egyetemben és valószínűleg a neutronfluxussal (azaz a rendszerben szabadon áramló neutronok mennyiségével) is. Újabb 20 perc elteltével a reaktorteljesítményt sikerült feltornázni 200 MW-ig. Ezen idő alatt az irányítótermet elkezdte betölteni a figyelmeztetőjelzések hangja, amelyek a gőzleválasztó dobokban levő gőz alacsony szintjét és ezzel párhuzamosan a gőzleválasztókban levő nyomás alacsony értékeit jelezték. Ekkor kisegítő szelepek megnyitásával a gőzt a turbinák kondenzálóiba engedték:73.
Hiába volt az előírt 700 MW-nál lényegesen kevesebb a reaktor által termelt energia, Gyatlov úgy döntött, hogy a 200 MW-os értékkel is belekezdenek a tesztbe.
01:05-kor két további hűtővíz áramoltató szivattyút is bekapcsoltak a rendszerbe, ez ismét csökkentette a zóna hőmérsékletét és kevesebb gőzbuborék keletkezett a hűtővízben. Mivel a víz jobban elnyeli a neutronokat, mint a gőz, ez a jelenség azzal járt, hogy ismét csökkent a neutronfluxus és a reaktivitás. Az operátorok erre válaszul még további szabályozórudakat emeltek ki, hogy fenntartsák az amúgy is alacsony reaktorteljesítményt. Ekkorra érték el azt a szintet, amikor a kihúzott szabályozórudak száma elérte azt a számot, hogy nem teljesült a minimum előírás a bennhagyott rudak 15-ben minimalizált mennyiségére. Ez azonban nem volt nyilvánvaló az operátorok számára, mivel nem létezett kijelzés, amely kalkulálta volna és mutatta volna az irányítóknak a kihúzott és/vagy a bennmaradt rudak számát.
A kis híján összes rúd kihúzott állapota – egyes források szerint csak 6 maradt benn a zónában – és a vízbetáplálás felgyorsítása miatt egy nagyon instabil reaktorműködést sikerült előállítani. A vízbetáplálás további problémával is járt. A zónába belépő víznek nem volt elég ideje lehűlni és így szinte forráspont közeli hőmérsékleten jutott el a reaktormagig, ahol aztán szinte azonnal fel is forrt. Az RBMK típusnak azonban volt egy típushibája, a szakirodalomban pozitív üregtényezőnek nevezett jelenség, pontosabban annak, hogy az létrejöhetett normál reaktorműködés esetén is. Ennek lényege, hogy amikor a hűtővíz felforrt és gőzbuborékok keletkeztek benne – ezek a buborékok képezték ilyenkor az ún. „üreget” a folyamatos folyadékáramban –, az növelte a nukleáris láncreakciót, mivel a gáz kevésbé nyeli el a neutronokat. A csernobili atomerőműben ennek ellensúlyozására az adott reaktorüzemi rezsimen nem állt rendelkezésre semmi, ezzel pedig beindult egy öngerjesztő folyamat – gőz keletkezett, ami növelte a reaktivitást, amitől még több víz forrt fel és még több gőz keletkezett, ami tovább növelte a reaktivitást... és így egyre tovább.
Ezzel sikerült elérni az operátoroknak, hogy a reaktor egy olyan állapotba kerüljön, hogy a teljesítmény bármikor megszaladjon úgy, hogy semmilyen korlátozó tényező ne állja útját.:3, 14

## A katasztrófa

### A teszt lefolytatása
01:23:04: A kedvezőtlen reaktorértékek ellenére a személyzet belekezdett a tesztbe. Az összesen nyolc tápvíz szivattyú felét, négy egységet átkapcsolták a gőzturbinákra, amelyek gőzellátását leállítani szándékoztak, a másik négy azonban a normál elektromos hálózatra kapcsolva maradt. És ekkor leállították a gőzturbinák gőzellátását, amellyel megkezdődött a turbinák lassú lepörgése. Ezzel egyidőben beindították a dízel generátorokat, amelyek fokozatosan felpörögtek és felépült az üzemi teljesítmény. A mérések szerint a dízelgenerátorok 01:23:43-ra érték el a tápvízszivattyúk működtetéséhez szükséges teljes teljesítményüket. A köztes 39 másodpercben, ahogy a gőzturbinák lepörögtek, mozgási energiájuk egyre fogyott, az általuk termelt áram is egyre kevesebb lett, a szivattyúk teljesítménye kezdett visszaesni. A visszaeséssel párhuzamosan pedig a vízáramlás a zónában is lelassult és egyre kevesebb hűtővíz áramlott keresztül a nukleáris üzemanyagrudak között, a hűtővíz egyre inkább fel tudott melegedni és egyre több gőzbuborék képződött és a reaktivitással elkezdett nőni a pozitív üregtényező miatti öngerjesztő visszacsatolás hatására:8.

### A végzetes másodpercek

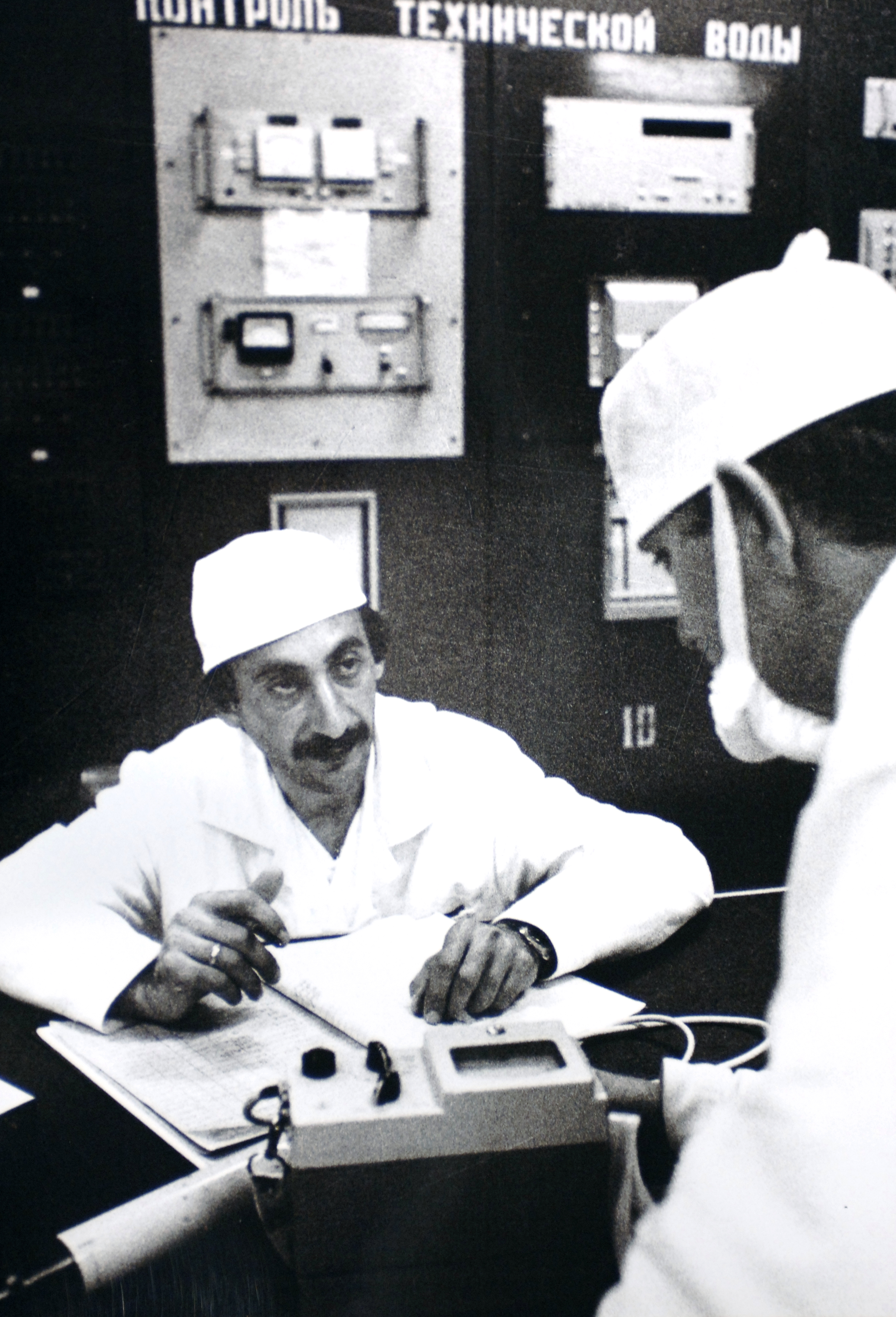
Reaktorirányítók munka közbe n (a kép nem az inkriminált teszt során készült)

01:23:40: Az egész katasztrófafolyamat legvitatottabb, ugyanakkor kulcsmozzanata. Az irányítóteremben – vélhetően Akimov, a műszakvezető – megnyomják az AZ-5 (Аварийная защита, azaz [a reaktor] vészhelyzeti védelme) jelű gombot, amely az angol szakkifejezés szerint kiváltja a „SCRAM”-et, azaz a vészhelyzeti leállást. Erre a parancsra az összes szabályozórúd azonnal visszaillesztésre kerül a zónába.
A kivizsgálás során nem vált világossá, miért nyomták meg az AZ-5-öt. A természetes magyarázat szerint azért, mert a kísérlet a végére ért és a következő művelet a reaktor teljes leállítása volt, amit ezzel a művelettel kívántak elvégezni. Ám azonban szakértők szerint ez az üzemmód nem erre való, azt csak vészhelyzetben, a reaktor önmegsemmisítését megakadályozandó szabad aktiválni. Ilyen események azonban csak később történtek, a szemtanúk szerint egyébként is az irányítóteremben nyugodt hangulat volt, nem volt vészhelyzet, ám aki a gombot megnyomta, vagy a megnyomását elrendelte (Akimov és Toptunov) két héttel a baleset után már halott volt, így nem lehetett megkérdezni tőle. Anatolij Gyatlov így ír erről a könyvében:
01:23:40 előtt a központosított irányítórendszerek (…) nem jeleztek olyan változást a paraméterekben, ami igazolhatta volna a scram-et. A nyomozóbizottság (…) hatalmas mennyiségű anyagot gyűjtött össze és elemzett ki, és, ahogy a jelentésben leírta, nem tudta eldönteni, miért rendelték el a biztonsági vészleállítást. Nincs ok arra, hogy az okát keressük. A reaktort egyszerűen ki akarták kapcsolni a kísérlet befejeztével.
Néha felmerül, hogy a robbanás a scram előtt vagy közvetlenül utána következett be (ez utóbbi volt a balesetet tanulmányozó szovjet bizottság véleménye). Ez azért fontos, mert ha a reaktor jó pár másodperccel a szabályzórudak beillesztése után került kritikus állapotba, a hiba a rudak tervezésében keresendő, ha azonban a scrammal egy időben történt a katasztrófa, a működtetők a felelősek. 1:23:39-kor Csernobil területén enyhe szeizmikus mozgást észleltek, hasonlót egy Richter-skála szerinti 2,5-ös földrengéshez. Ezt okozhatta a robbanás, de lehet teljesen véletlen is. A helyzetet bonyolítja, hogy a scram gombot egynél többször nyomták meg, és aki megnyomta, két héttel később meghalt sugárbetegség következtében.
01:23:43: rendszerriasztás generálódott, amely hirtelen teljesítménynövekedést jelzett; a reaktor teljesítménye ekkor 540 MW-ra ugrott néhány másodperc alatt a korábbi 200 MW-os szintről.
Az AZ-5 gomb megnyomásával minden szabályozórúd – beleértve akár az automatikusan, akár az operátorok által manuálisan kihúzottakat is – megindul vissza a zónába és a művelet kiváltja a teljesítmény ugrásszerű csökkenését, majd leállását. A folyamat azonban nem azonnali, mivel a mozgató mechanizmus 0,4 m/s sebességgel tolja vissza a helyére a rudakat, így azok a 7 méteres járatba kb. 18 másodperc alatt jutnak le. Ezesetben azonban egy újabb RBMK tervezési probléma merült fel. A rudak végei egy reakció moderátor grafit szekcióban végződtek, aminek éppen a reakció gyorsítása, növelése volt a feladata, amikor a rudak kihúzott állapotban voltak azzal, hogy a reakciót lassító hűtővizet szorított ki. Teljesen kihúzott állapotban ez a szekció benyúlt a szabályozórúd vájatba úgy, hogy alatta is, fölötte is 1,25 méteres vízoszlop maradt. Következésképpen, amikor a rudakat visszatolták a zónába, a grafitvég alul elkezdte kinyomni a vizet a járatból és a zóna alsó szekciójában nyomulva a grafit elkezdte serkenteni a reakciót, ahelyett hogy a SCRAM üzemmódnak megfelelően megszakította volna azt. Erre a hiányosságra már korábban rávilágított a szovjet atomenergia ipar számára egy másik, az Igalinai Atomerőmű 1983-as esete, amikor egy alkalommal az ottani szabályozórudak visszaillesztésekor egy rendellenes teljesítménykiugrást mértek, ám az akkori tapasztalatot semmilyen ellenintézkedés nem követte.
01:23:47: a műszerek hirtelen 40%-os áramlás-esést jeleznek a kísérletben részt nem vevő keringtetőszivattyúknál, a kísérletben részt vevő 4 szivattyúról értelmezhetetlen adatok érkeznek. A gőzleválasztó hengerekben a vízszint megugrik. Egy másodperccel később az áramlási értékek visszaállnak.
A reaktortérben valami megváltoztatta a hűtővíz áramlását
01:23:49: „Túlnyomás a reaktortérben” és „24V= betáphiba” riasztás generálódik
Ez a hibajelzés a szabályozórudak mozgatómechanizmusának meghibásodására utalt, azaz a szabályozórudak elakadtak. Ez a jelenség a pár másodperccel korábbi teljesítményugrás hatására következett be. Amikor a hirtelen teljesítményugrás bekövetkezett minden bizonnyal a hőtől megnövekedett a gőz mennyisége a zónán belül, amellyel együtt a gőz nyomása is felszökött, a reaktormag túlmelegedett és néhány üzemanyagrúd a túlzott gőznyomástól megrepedt, elállva a szabályozórudak útját. 01:24-es bejegyzéssel Gyatlov naplójába a következő bejegyzés került: „Több rázkódás; a szabályozórudak megálltak a végső pozíciójuk elérése előtt”.

### A robbanások
Az utolsó hibajelzést követően szinte azonnal a reaktorteljesítmény rohamos emelkedése volt tapasztalható a kijelzőkön, a hőteljesítmény néhány másodperc alatt egészen a névleges teljesítmény közel tízszeresére, 30 000 MW-ra ugrott. Ez azonnal elforralta a reaktormagban levő hűtővizet, amely nyomán óriásira szökött fel a gőznyomás a zónában miközben az üzemanyagrudak a nem ilyen hőterhelésre tervezett borításukon olvadni kezdtek. Ez végül egy gőzrobbanáshoz vezetett. Ez lerepítette a reaktor egyébként 2000 tonnás fedelét, az ún. biológiai pajzsot, és egy óriási lyukat robbantott a tetőbe, miközben benn a reaktorzónában is hatalmas károkat okozott, összetörve az üzemanyagcsöveket. Már ez a robbanás is jelentős radioaktív szennyezést szórt szét a reaktorépület közvetlen környezetében, amely a tetőbe robbantott lyukon át ki is tudott jutni a szabadba (egyébként költségtakarékossági okoknál fogva nem látták el teljes burkolattal, vagy az Amerikában szokásos védőépülettel, emiatt a szennyezésnek nagyon könnyű volt kiszabadulnia.
Az első robbanás hatására nemcsak a fűtőanyagcsövek sérültek, hanem a hűtővízvezetékek is végzetes töréseket szenvedtek, így a maradék hűtővíz is az egekbe szökött hőmérséklet hatására egy villanás alatt gőzzé alakult és kitöltötte a reaktormagot. A hűtővíz teljes eltűnése még tovább növelte a pozitív üregtényező hatását és még tovább emelte a reaktorteljesítményt a megmaradt fűtőanyagban (ám a sérült mérőrendszer miatt ennek értéke ismeretlen maradt). Mindössze két-három másodperc telt csak el az első robbanást követően, amikor a kialakult körülmények hatására egy második, még nagyobb robbanás rázta meg a 4-es reaktort. Ez a robbanás teljesen összetörte a reaktor maradék falait, szétszórta a reaktormagot, benne a radioaktív uránnal, darabjaira törte a grafit csatornákat és szétszórta mindezt a levegőbe. Közben a tető lyukán át benyomuló levegő oxigénje elérte a reaktormag maradékát, elsősorban az ott levő grafitot és heves tüzet okozott. A tűz óriási füsttel égve tovább növelte a radioaktív anyagok levegőbe kerülését. A későbbi elemzések szerint ezen második robbanás ereje kb. 225 tonna TNT egyenértékű volt (különböző források 100 és 270 tonna közé becslik).
A katasztrófát az épületen kívülről megfigyelő szemtanúk szerint szikraeső és égő anyagdarabok repültek az épületből az égre, némelyikük a reaktorépület melletti turbinacsarnok tetejére zuhant, ahol meggyújtotta a tetőborítást, némelyikük pedig az erőmű udvarára, de a nagy többsége valamelyik tetőn állapodott meg, a végletekig növelve az ott uralkodó sugárzást. Becslések szerint a reaktorban levő üzemanyagcsatornák grafit anyagának kb. 25%-a dobódott ki égő, izzó darabok formájában, a maradék 75% grafit pedig tomboló tűzben kezdett égni a tetőn akadálytalanul bejutó levegő által tápláltan. A mentés számára később ez a grafittűz okozta a legnagyobb problémát: az általa kibocsátott füst hordozta a radioaktív szennyezés kiáramlásának döntő többségét és eloltása szinte a lehetetlennel volt határos.
Más külső szemlélők egy másik jelenséget is leírtak a második robbanást követően. Az egyik túlélő, Alekszander Juvcsenko úgy írta le a jelenséget, amit akkor látott, amikor kilépett az épületből és felnézett a reaktorépület teteje felé, hogy egy „csodálatos látványt” nyújtó, lézernyaláb kinézetű kék fény lövellt az égbe – amelyet az ionizált levegő fénylése okozott –, mintha a „végtelenbe árasztaná a fényét”.
Ezzel egyidőben a reaktor belsejében megkezdődött a nukleáris zónaolvadás.

#### Új elmélet a robbanások természetéról
A két robbanás közül kétségtelenül a második volt a nagyobb jelentőségű. Amellett, hogy ennek az ereje volt nagyobb és végzett nagyobb pusztítást a reaktorban, ez juttatott jóval több szennyeződést a környezetbe, és lényegében ez volt az, ami miatt ma a csernobili atomkatasztrófát a világ egyik meghatározó eseményének tartjuk. A második robbanás létrejöttére alapvetően kétféle elméletet van. Az egyik szerint ez hidrogénrobbanás volt, amelyet a túlhevült gőznek a reaktorban lévő cirkóniummal való reakciójából vagy az izzó grafit és szintén a gőz reakciójából keletkező hidrogén táplált, Szén-monoxid felszabadulása mellett. Egy másik teória szerint pedig a gyors neutronok okozta hőrobbanás volt, amelyek a reaktor teljes vízkészletének elvesztése után szabadultak ki.
2009-ben Szergej Pahomov és Jurij Dubaszov fizikusok új elmélettel álltak elő a xenon izotópok előfordulásának adatai alapján, miszerint az első robbanás inkább egy gyenge, félresikerült nukleáris robbanás volt. Az elmélet szerint ismert jelenség az, amikor a fisszió úgy jön létre, hogy a sugárzó anyag nem ér el szuperkritikus tömeget, hanem a kritikus tömeg hirtelen és spontán áll össze, és azonnal kibocsátott neutronokat hoz létre késleltetett neutronok létrejötte nélkül. Ez a speciális reakció aztán egy szintén speciális detonációt hoz létre, amelyben azonban a robbanás ereje elmarad a várttól. Ez az egyfajta gyenge – de Csernobil esetében mégis kritikus erejű – robbanás az új elmélet szerint 10 tonna TNT robbanóerejével volt egyenértékű. A teóriát publikálói arra alapozták, hogy a katasztrófa utáni mérések Cserepovec városában, 1000 kilométerre északkeletre Csernobiltól, különösen magas xenon–135 értéket mértek négy nappal az esemény után (a xenon–135 viszonylag rövid felezési idején belül). Ezt az anyagot a szél és a füst nem szállíthatta ilyen messzire, ez csak akkor juthatott ide az atomerőműtől, ha kellően magasra dobódott a légkörbe, amely magasságba csak nukleáris robbanás képes eljuttatni bármit. Ezt az energiát becsülte a Pahomov–Dubaszov páros kb. 40 trillió joule-ra, ami a fentebb említett 10 tonna TNT-vel egyenértékű. Svéd kutatók szerint viszont a kettő közül bármelyik lehetett nukleáris robbanás.

### Azonnali kríziskezelés

#### Tűzoltás

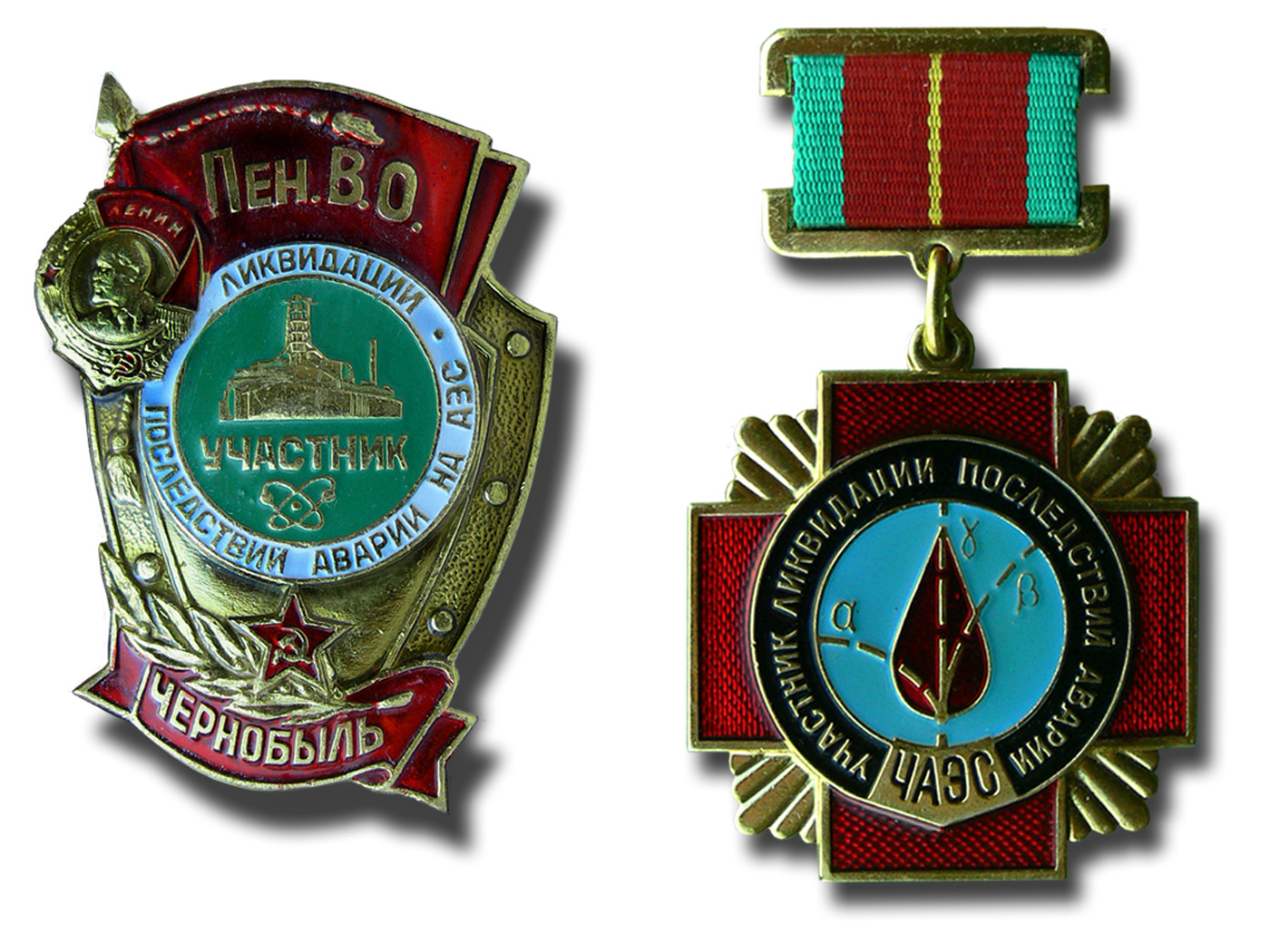
„Участник ликвидации последствий аварии на ЧАЭС”, a csernobili likvidátorok kitüntetése

A robbanás következtében az első nyilvánvaló veszélyt a főként a 3-as és 4-es reaktorhoz kapcsolódó turbinacsarnokok tetején keletkezett tüzek jelentették. A biztonsági előírások szerint ugyan tilos lett volna tűzveszélyes anyagokat használni az építéskor, a turbinacsarnokok tetejét mégis bitumen fedte, és amikor a robbanás izzó grafitdarabokat vetett a tetőkre, a 3-as egység turbinacsarnoka felett legalább öt helyen gyulladt meg a tető. Ekkor elsődleges fontosságú volt, hogy ezek a tüzek ne terjedjenek túl, és ne veszélyeztessék a másik, még működő reaktort. Mindeközben a 3-as reaktor irányításáért felelős műszak vezetője, Jurij Bagdaszarov le akarta állítani a reaktort, de Nyikolaj Fomin főmérnök ezt nem engedélyezte. A személyzet gázmaszkot és kálium-jodid tablettát kapott, és azt mondták nekik, hogy dolgozzanak tovább. Később 5:00-kor Bagdaszarov úgy döntött, hogy saját felelősségére mégis leállítja a 3-as reaktort.
A tüzek eloltására elsőként az erőmű tűzoltóságának egységei értek ki Volodimir Pravik tűzoltó hadnagy parancsnoksága alatt, 13 fős egységgel. Ők kezdték meg a tetőn kialakult tüzek oltását. Azokban a pillanatokban, amikor a helyszínre értek, néhány perccel a robbanást követően, még nem nagyon lehetett tudni semmit sem a baleset természetéről és arról sem, hogy erős radioaktív szennyezés érte a tetőt, így a lángra kapott bitumen, elegyedve a sugárzó anyagokkal, erősen radioaktív füstöt bocsát ki. Így a tűzoltók nem kaptak semmiféle tájékoztatást arról, hogy milyen életveszélyes körülmények várják őket. A halálos dózist 400–450 röntgen környékére (4–4,5 Sv) közé teszi a szakirodalom, és a tetőn 20 000 röntgen – közelebb a 4-es reaktor maradványaihoz akár 30 000 röntgen – fogadta az ott dolgozó tűzoltókat. A kiszabadult nukleáris fűtőanyag és grafit óránként kb. 6-7-szeres halálos dózist sugárzott, de erről a tűzoltók mit sem tudtak. Hamarosan mindannyian súlyos sugárbetegséget kaptak és mutatkozni kezdtek rajtuk annak első jelei: hányás, gyengeség és például Pravik szeme színt váltott.
Nem sokkal később a Pripjaty város Tűzoltóságának szolgálatban levő egységei is megérkeztek a helyszínre, és bekapcsolódtak az oltásba. A fő feladat az volt, hogy a tűz 3-as reaktor épületére való átterjedését megakadályozzák. Az újonnan érkezett tűzoltók arról számoltak be, hogy ők már annak tudatában indultak a helyszínre, hogy ott magas sugárzási szint fogja fogadni őket, és még vicceltek is egymás között azzal, hogy örülnek, ha a reggelt megérik. Ám az összes tűzoltó hősies hozzáállására jellemző, hogy nem törődtek a vélt, vagy valós sugárveszéllyel, sőt a sérült reaktormagból áradó, közel 2000 °C-os hőséggel sem, hanem önfeláldozóan, kötelességtudóan tették a dolgukat. Az áldozatok hivatalos listáján „csak” 6 tűzoltó szerepel, akik a tetőn küzdöttek a lángokkal, ám később az extrém sugárterhelés szövődményeibe még sokan haltak bele. A feladatukat azonban sikeresen teljesítették, az erőmű többi részét megóvták a lángoktól.
A tüzeket – kivéve magát a reaktortüzet – hajnali 5 órára sikerült eloltani.
A kórházi kezelés alatt levő tűzoltók beszámoltak arról, hogy milyen érzés volt sugárzásnak kitéve lenni: fémes ízt éreztek a szájukban, és úgy érezték, mintha tűvel szurkálnák az arcukat. Ez egybecsengett az amerikai Louis Slotin beszámolójával, aki a Manhattan terv alatt kapott halálos sugáradagot egy, a kritikus tömeget érintő baleset során.

#### Sugárveszély

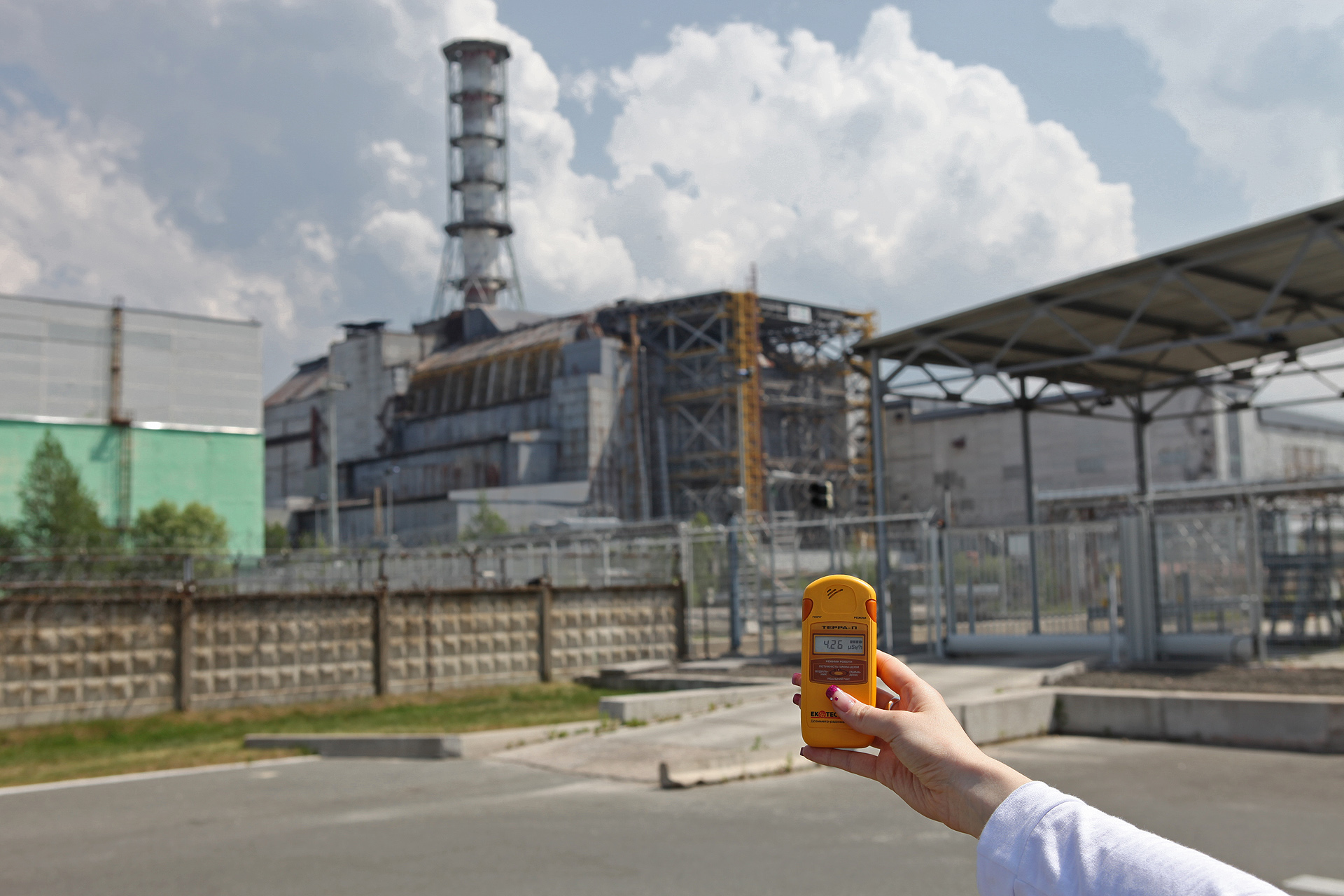
A négyes reaktor romjai fölé épített szarkofág és egy Geiger–Müller-számláló, 2010. június 12., 13:07

Egy másik, sokkal összetettebb probléma volt a sugárveszély, amelyre az első órákban a félrekezelés volt a legjellemzőbb. Ennek fő oka a megfelelő felszerelés hiánya volt. Az erőműben ugyan sok dózismérő volt, ám azokat csak a mindennapi használatra szánták, nem atomkatasztrófára, ennek okán viszonylag kicsi méréstartománnyal rendelkeztek: a maximálisan általuk mérhető sugárzási szint 0,001 röntgen/s volt (3,6 R/h). Ezek az eszközök hűen mutatták is a maximális értéket. Egy sokkal nagyobb mérési tartományú, 1000 R/s-os(36000 R/h) dozimétert maguk alá temettek a romok, míg a másik ugyanilyen elromlott, és nem mért. Ennek hatására erőműszerte elterjedt – rendkívül tévesen –, hogy a sugárzási szint 3,6 röntgen. A valóságban az 5,6 R/s, azaz a 20 000 röntgent is elérte a sugárzás (a halálos dózis 500 röntgen öt órára számolva). Sajnos az erőmű helyi szakemberei mégis az egyszerű doziméterek hamis értékei alapján hozták meg döntéseiket. Alekszandr Akimov például a közszájon forgó sugárzásértékből azt a következtetést vonta le, hogy a reaktor sértetlen maradt, csak valamelyik segédberendezés robbanhatott fel, nem véve figyelembe, hogy mindenütt grafitdarabok és nukleáris üzemanyag látható a földön.
Akimov téves helyzetértékelésén az sem változtatott, hogy később, hajnali 4:30-kor kaptak egy még újabb dózismérőt, amelynek eredményeit nem vették figyelembe, azt gondolván, hogy ez is elromlott, annyira hihetetlenül magas értékeket mutatott. Ebből kiindulva aztán Akimov úgy döntött, hogy vizet kell juttatni a reaktorba, amit akkorra csak a reaktorépületből manuálisan működtethető szelepekkel lehetett megoldani. Ezen feladat – ami egyébként tragikusan értelmetlen volt, hiszen egy lángoló gödörbe szivattyúzták a vizet a reaktor helyett – közben aztán Akimov és a vele dolgozók is halálos sugárterhelést kaptak, amelynek következtében három héten belül meghaltak, mivel még védőruhát sem viseltek, bár azzal sem lett volna sokkal jobb a helyzetük.
A sugárzás valódi szintjéről az ellentmondásos adatok nem szolgáltattak elég bizonyítékot, hogy milyen természetű a baj, vagy ha szolgáltattak is, az csak közvetett bizonyíték volt. Ezért Nyikolaj Fomin főmérnök felküldte a tetőre a reggeli műszakkal beérkező és munkába álló Anatolij Szitnyikov főmérnökhelyettest a 3-as reaktorépület tetőfeljáróján keresztül a 4-es tetejére – a szolgálatban levő és a tesztet felügyelő Anatolij Gyatlov az őt ért sugárzástól a Brjuhanovval és Fominnal való helyzetértékelés közben rosszul lett, és a pripjatyi kórházba, majd onnan Moszkvába kellett szállítani –, hogy onnan vizuálisan győződjön meg a rombolás mértékéről. Szitnyikov fel is ment, bele is nézett a lángoló reaktor maradványaiba, majd jelentette a tényt: a reaktor megsemmisült, és szabaddá válva engedi a sugárzást és a sugárzó anyagokat a környezetbe. Az eset tragédiája, hogy maga Szitnyikov e néhány perces tetőn töltött idő közben halálos sugárdózist kapott és három héten belül maga is meghalt.:50

## Válságmenedzsment

### A válságkezelő bizottság
A Vlagyimir Iljics Lenin Csernobili Atomerőmű – ahogy az atomenergia-ipar egésze – központi fennhatóság alá volt rendelve, így az Ukrán SzSzK vezetése lényegében nem értesült az eseményekről. Reggelre az információ eljutott az erőműből a Politbürohoz, Moszkvába. Ennek hatására Mihail Gorbacsov SzKP-főtitkár és Nyikolaj Rizskov miniszterelnök úgy határozott, hogy bizottságot hívnak életre az események kivizsgálására, mivel még nem lehetett tisztán látni az eset súlyosságát, de a halottak és a kórházba kerültek számából tudni lehetett, hogy komolyabb a baj. A bizottság elnökéül Borisz Scserbinát, miniszterelnök-helyettest jelölték ki.
Egy másik, szakmai bizottságot is létrehoztak aznap, amelynek elnöke Valerij Legaszov, a Kurcsatov Atomenergia Intézet igazgató-helyettese volt, tagjai pedig Jevgenyij Velohov, vezető nukleáris specialista, Jurij Izrael hidro-meteorológus, Leonyid Iljin radiológus voltak. A bizottság azonnal Csernobilba repült, ahová április 26-án, az esti órákban érkeztek meg. Odaérkezett nagyjából velük egyidőben Scserbina is, aki Szibériából utazott a helyszínre. A politikai és nukleáris szakemberek azonnal munkához láttak és összegezve a tapasztalatokat – addigra két halottról és 52 súlyos állapotban kórházba szállított sérültről tudtak –, valamint a hadsereg segítségével végre sikeresen megmért sugárzásszintből kiindulva azonnali intézkedéseket foganatosítottak.

### Evakuálás
Amint a helyszínre érkező bizottság tájékozódott a körülményekről és pontosabban kiderült, hogy a sugárzás sokkal magasabb, mint azt az erőmű dolgozóinak elégtelen mérései mutatták, valamint a reaktorzóna felnyílt, és a szennyezés kibocsátás állandó maradt, április 27-én elhatározták, hogy kiürítik Pripjaty városát. A kiürítést a következő közleménnyel jelentették be:
„Figyelem pripjatyi polgárok! A városi tanács tájékoztatja Önöket, hogy a Csernobili Atomerőműben történt baleset miatt Pripjaty városában és annak közelségében tapasztalható radioaktív körülmények romlani kezdtek. A Kommunista Párt és annak vezetői, valamint a hadsereg megteszik a szükséges lépéseket, hogy megküzdjenek ezekkel. Ugyanakkor amennyire csak lehet, szem előtt tartva az emberek biztonságát és egészségét, köztük legelőször is a gyermekekét, szükségessé vált, hogy átmenetileg kitelepítsük a polgárokat a kijevi régió közeli városaiba. Ezen okok miatt, 1986. április 27. 14 órai kezdettel, minden lakótömb rendelkezésére fog állni egy busz ennek megoldására, amely műveletet a rendőrség és a helyi hivatalos szervek felügyelnek majd. Erősen ajánlott, hogy mindenki vigye magával a dokumentumait, a legszükségesebb személyes tárgyait, némi élelmet minden eshetőségre. A helyi közösségi és ipari szervezetek vezetői döntenek arról, kik azok a dolgozók, akiknek Pripjaty városában kell maradniuk, hogy fenntartsák ezen intézmények működését. Minden házat őrizni fog a rendőrség a kitelepítési folyamat során. Elvtársak, amikor elhagyják a lakóhelyüket, kérjük mindenki győződjön meg arról, hogy lekapcsolta a világítást, az elektromos berendezéseket és elzárta a vizet, illetve bezárta az ablakokat. Kérjük őrizze meg mindenki a nyugalmát, és rendben hajtsa végre ezt a rövid ideig tartó kiürítést.”
A lakossággal a hatóságok azt a hamis állítást közölték, hogy ideiglenes rendelkezésről van szó (csak kb. három napra kell elhagyniuk az otthonukat) és tényleg csak a legszükségesebbeket vigyék magukkal, nehogy a szállítási infrastruktúrát túlterhelje a lakossági igény és elegendőek legyenek a kirendelt buszok. A kitelepítés a lehető legnagyobb rendben ment és 15 órára 53 000 embert szállítottak el a városból a környező településekre. A következő napon a bizottság a város 10 km-es környezetére terjesztette ki az evakuálást. Tíz nap elteltével pedig még meszebbre, 30 km-re tolták ki a kitelepítési zóna határát. Később a Csernobili Atomerőmű Tiltott Területe, köznapi nevén a 30 km-es zóna végül állandó lezárásra került, ahová kezdetben tilos volt belépni (csak néhány hónap elteltével a helyi lakosoknak engedték meg, hogy némely vagyontárgyukat kimenthessék onnan), majd a belépési szabályok, és a terület határai, alakja és nagysága változott kisebb mértékben.
A kitelepítések alkalmával – miután a radioaktív kihullás miatti ún. forró pontokat, azaz a valami miatt megnövekedett sugárzású zónákat is beazonosították – a katasztrófát követő egy év alatt 135 000 embert kellett kitelepíteni. Később 1986 és 2000 között egy visszavándorlási folyamat indult meg, és furcsa módon a zónába visszaköltözött lakosok száma megtriplázódott, a 350 000 főt is elérve. Az erőmű három megmaradt reaktorával még egészen 2000-ig folyt az áramtermelés, így az üzemeltetéshez szükséges szakemberek számára egy Pripjatyhoz hasonló várost, Szlavuticsot hozták létre a hatóságok, amely a Dnyeper túlpartján, a lezárt zónán kívül épült, és vasúti összeköttetése van Csernobillal. Ide a Pripjatyból kitelepítettek közel fele költözött át.

### A reaktor oltása

#### A zóna oltása
A bizottság a tragédia következményeinek felszámolása során első feladatként az égő reaktor eloltását tűzte ki. Tekintve, hogy ez nem hagyományos tűz volt, így a hagyományos eszközökkel nem is lehetett oltani. A kidolgozott terveknek megfelelően ezt helikopterek által a reaktorra homok, bór, ólom és agyag keverékének leszórásával tervezték megoldani. A helikopterek összesen 5000 tonnányit dobtak le ebből az anyagból, bár a találati valószínűség, hogy a magasból leszórt anyag bejusson az égő zónába, meglehetősen kicsi volt, és későbbi elemzések kimutatták, hogy nem is ezzel sikerült eloltani a tüzet, hanem ennek és a grafit kiégésének együttes hatására. Az oltást 1986. május 10-re fejezték be, amikor végül megszűnt a 4-es reaktor égése, és nem bocsátott már ki füstöt.

#### Buborékoltató medencék
A zóna oltása után merült fel a következő, talán az eddigieknél is nagyobb horderejű gond, a buborékoltató medencék problémája. A csernobili atomerőműben a reaktor alatt még további struktúrák helyezkedtek el, két ún. buborékoltató medence. Ezek a hétköznapi működés során vizet tároltak, amelyek tartalék vízforrásként szolgáltak a vészhelyzeti hűtőszivattyúknak, valamint az esetleges felesleges gőznyomás leszabályzására szolgáltak, ha valamilyen okból eltört volna egy gőzcső (a reaktor és a medencék között helyezkedett el egy ún. gőzgyűjtő alagút, amelybe egy esetleges gőzcsőtörés esetén összegyűlt volna a gőz, amit aztán belevezettek a buborékoltató medencékbe, amelyekben aztán a gőz kikondenzálódott volna és a nyomását elnyelették volna). A katasztrófa következtében ezek a medencék az eltört hűtővezetékekből és a tűzoltáskor elfolyt vízből táplálkozva lényegében megteltek. A katasztrófa-elhárítás első pillanataiban ennek nem is volt nagy jelentősége, ám később mégis egy súlyos felismerésre vezetett a medencék léte. Sugárzó anyagról lévén szó, a helikopteres tűzoltás sikere után sem állt le a reaktormag addigra már összekeveredett anyagában a hőképződés. Ez a hő – kb. 1200 °C – megalkotta az ún. kórium nevű anyagot, a radioaktív fűtőanyag, grafit, beton és mindenféle anyag olvadt keverékét, amit az építéshez használtak és olvadt lávaként viselkedve elkezdte átégetni a reaktorteknő beton alapozását és a gőzgyűjtő alagúton, majd a csövezésen, illetve az alagút aljzatának újabb átégése révén eljutott volna a buborékoltató medencékbe is. A medencékben a becslések szerint többezer köbméter víz gyűlt össze. Az elmélet szerint, ha az 1000 fokot is meghaladó kórium belefolyt volna a medencék vizébe, azt azonnal elforralta volna, és végül a gőz nyomása miatt egy hatalmas hőrobbanás jött volna létre. Tekintettel arra, hogy ez alulról robbantotta volna fel a reaktormag még megmaradt részét (amely még mindig a sugárzó anyag eredeti tömegének 75%-át tette ki), az egész megmaradt radioaktív anyag a környezetbe lökődött volna ki. Sőt, mivel a víz- és hőmennyiségből adódó számítások egy megatonnás erejű robbanást jeleztek előre, a robbanás érintette volna a 3-as reaktort is, de akár az 1-es és a 2-es – ilyen méretű robbanáshoz nem túl messze álló – épületét is. Ez egy mérhetetlenül nagy, második katasztrófa rémképét vetítette előre, bár más források támadják ezt a becslést, mivel sem egy gőzrobbanás, sem egy nagyságrenddel nagyobb energiát felszabadító fissziós robbanás nem képes megatonnás erejű detonációra.
Végül a teória nem bizonyult helytállónak. Azt figyelték meg, hogy a kórium csak lassan halad előre és nem beleömlik a tartályba, hanem lassan belecsepeg és a lassan csepegő forró anyagot van ideje lehűteni a víznek, ami aztán – a kis fajsúlya révén – világosbarna kerámiaszerű habkőként úszik tovább a vízfelszínen.
Ennek ellenére azonban ezt az elméletet megcáfoló jelenséget nem élesben akarták kipróbálni, hanem terv született arra, hogy leküldenek a medenceszintre három búvárruhába öltözött szakembert, akik majd a térdig érő, radioaktív vízben megnyitják azokat a szelepeket, amelyeken át a medencék tartalma leszivattyúzhatóvá válik. A feladatra három önkéntes, Olekszij Ananyenko, Valerij Bezpalov mérnökök és Borisz Baranov műszakvezető vállalkozott, és egy Geiger–Müller-számlálóval aláereszkedve a szennyezett vízbe, megoldották a feladatot. A szelepek nyitása után a tűzoltók sikerrel szivattyúztak ki 20 000 köbméter vizet a medencékből, így az elméleti veszély is elhárult. A feladat kiadásakor azért kerestek önkénteseket, mert a feltételezések szerint a medencék vize erősen radioaktív volt, és a végrehajtókra biztos sugárterhelés és halál várt. Számos média azt állította, hogy a három szakember néhány nap múltán meg is halt, ám ez nem igaz, mindhárman túlélték a munkát. 2018-ban mindhárman megkapták a Bártorságért Érdemérmet.

#### Nitrogénhűtés és hűtőalagút ásása a reaktor alatt
A buborékoltató medencékben lévő víz robbanása után még egy lehetséges veszélyforrás merült fel, ami kapcsolatban állt a kóriumlávával. Ennek a problémának a lényege az volt, hogy a kórium még tovább olvasztja maga alatt az épített szerkezeteket a reaktortér alatt és végül eljut a talajig, amelybe beleolvad és még beszennyezi a talajvizet. Ez a talajvíz aztán eljut a Pripjaty, majd a Dnyeper folyóba és milliók vízvételi lehetőségét teszi tönkre a térségben. Erre először azt a megoldást találták ki a szakemberek, hogy hűteni kell a talajt a reaktor alatt, amellyel stabilizálhatják, ellenállóvá teszik az alapozást és magát a lávát is hűthetik, hogy az minél kisebb károkat okozzon. Olajfúró berendezésekkel ezért lyukakat fúrtak a talajba és cseppfolyós nitrogént fecskendeztek a furatokba május 4-től kezdődően. Egyes források szerint a Szovjetunió teljes nyugati részében fellelhető nitrogénkészletet – lényegében a teljes szovjet készlet túlnyomó részét – felhasználták ehhez a megoldáshoz.
A megoldással napi 25 tonna folyékony nitrogén beinjektálásával elérték, hogy a talaj -100 °C-on fagyjon meg, aztán ezt az ötletet hamarosan elvetették, mivel a kórium nem olvadt olyan ütemben, hogy elérje a talajt és a nitrogénbetáplálásnak is mutatkoztak korlátai.
Ekkor egy alternatív megoldást választottak. Ebben bányászok és metróépítő munkások egy nagy üreget ástak a reaktor alá, amelybe aztán egy hűtőrendszert telepíthettek. A szükséghűtőrendszerben egy alsó rétegben csőkígyót vezettek keresztül, amelyben vizet áramoltattak, amelynek tetejére egy jó hővezető grafitréteg került, a grafit tetejére pedig betont öntöttek, ami a grafitot védte az olvadástól. Ezt a szendvicset két további betonréteg közé építették be, amelyek egyenként 1 méter vastagok voltak. Később, amikor jelentés érkezett, hogy a kórium olvadása megállt, a két hűtőrendszert – a nitrogénlyukakat és a grafitszendvicset – magára hagyták. Később pontosan meghatározták, hogy a nukleáris fűtőanyag összesen három szintnyit jutott le, majd a talajszint előtt megállt és ekkor úgy döntöttek, hogy a beépített megoldásokat biztonsági okokból a helyükön hagyják, de a kiásott alagutat feltöltik betonnal, ezzel is erősítve a reaktor alatti alapot.

## Nyilvánosság
Általános gyakorlat volt a Szovjetunióban, hogy azt, ami akárcsak esetlegesen negatívan illethette a szovjet államot, titokban tartották és megpróbálták eltussolni, elhallgatni. Egy atomkatasztrófa ettől sokkal súlyosabb természetű dolog volt, ezt egyértelműen a titkos kategóriába sorolták és semmiféle hír nem szivárgott ki róla.
Azonban ezúttal az időjárás játszott a szovjet tömegtájékoztatás ellen: április 28-án a svédországi Forsmark Atomerőmű munkába igyekvő dolgozói fennakadtak a biztonsági ellenőrzésen, amikor munkába menet befelé (!!!) fedezett fel a detektor a ruhájukon nukleáris szennyeződést. Ez azonnal nyilvánvalóvá tette, hogy nem a saját erőműben történt valami, hanem azon kívül. A lehetséges források között volt a Szovjetunió is, köztük az egyébként 1000 km távolságra fekvő Csernobil is. Svédország a nagykövetségén keresztül hivatalos kérdést intézett a Szovjetunióhoz, hogy nem történt-e az ő területükön valamilyen nukleáris esemény. A válasz először kategorikus „nem” volt. Erre válaszul a svédek közölték a szovjetekkel, hogy nekik jelenteniük kell a megfigyelésüket a Nemzetközi Atomenergia-ügynökségnek és csak erre a burkolt fenyegetésre ismerték be a szovjet illetékesek, hogy náluk, Csernobilban történt egy nukleáris esemény.
A beismerés először csak egy kisebb incidensről szólt, azonban később, amikor fény derült rá, hogy 100 000 embert is kitelepítettek, nem lehetett tovább tagadni az esemény nagyságrendjét. Április 28. estéjén a szovjet állami televízió esti adásában a Vremja c. hiradóban aztán a hírolvasó beolvasott egy lakonikus egyszerűségű közleményt:
„Egy nukleáris baleset következett be a Csernobili Atomerőműben. Az egyik atomreaktor megsérült. Az esemény hatásait kezelik. Az összes érintett kapott segítséget. Egy kivizsgáló bizottság került felállításra.”
Ezzel a Szovjetunió történetében először ismerték el egy nukleáris baleset bekövetkeztét, bár párhuzamosan a TASzSz hírügynökség az amerikai Three Mile Island erőműben, illetve más amerikai helyszíneken bekövetkezett balesetek taglalásába kezdve megkezdte a szovjet eset relativizálását.
Azonban az ilyen esetek szovjetunióbeli kezelésére volt jellemző a néhány nap múlva elkövetkező május 1-jei ünnepi felvonulás a Munka Ünnepe tiszteletére. Az eseményhez legközelebb levő Kijevre vonatkozóan, felrúgva minden biztonsági megfontolást az április 30-án ülésező Politikai Bizottság úgy döntött, hogy a rendes keretek között meg kell tartani az ünnepi felvonulást (a helyi szakemberek jelentették, hogy a sugárzásértékek „normálisak”), mindössze annyi óvintézkedést tettek, hogy a szokásosan 3,5–4 órás felvonulás időtartamát két órában limitálták.

## Radioaktív hulladék és a katasztrófa hosszútávú hatásai

### A környezetbe kiszórt szennyeződés
A reaktorrobbanás két legnagyobb környezeti hatású következményének egyike a környezetbe, elsősorban a levegőbe kiszórt és óriási területen szétterjedő radioaktív anyagok kihullása volt. Ismeretes, hogy a különböző sugárzó anyagok rövidebb-hosszabb ideig sugároznak, az anyagra jellemző felezési idejüktől függően, egyes anyagoknál ez az időszak akár a 100 000 éves időskálát is eléri.

#### A reaktorból kivetődött és az erőmű területén szétszóródott szennyeződés

A radioaktív kihullás mértéke, kb. 60%-a Fehéroroszországban hullott le
„A visszaköltözött népesség (kb. 400 fő) egy átlagos egyedének várható éves többletdózisa kb. 6 mSv, aminek mintegy 60%-a a szennyezett talajfelszín külső sugárzásából, 40%-a a szennyezett élelmiszer fogyasztásából származik. (A magyar lakosság normális éves természetes háttérterhelése 2,4–3 mSv.)”

A környezetbe szétszóródott kategóriából az első ilyen fajta szennyeződés a robbanáskor a zóna felnyílásával kirepült anyagok voltak, elsősorban a fűtőanyagrudakban levő urán és a fűtőanyagrudakat magába fogadó grafithüvelyek. Ezek jelenlétét kezdetben tagadta a reaktor üzemeltető személyzet, ám a vizsgálóbizottságnak hamar nyilvánvaló lett a szemmel látható szétszóródás és mivel pl. grafit nemcsak a reaktorépületben, de az egész környéken is csak egyetlen helyen volt megtalálható, magában a reaktorzónában, így nyilvánvaló volt, hogy a kültéren való jelenléte egyet jelent azzal, hogy a zóna felnyílt és a földön fekvő anyagok radioaktívak. Később ezt doziméteres mérések is visszaigazolták. Mikor az elsődleges problémákat megoldotta a baleset következményeit felszámoló bizottság, úgy egy hónappal a robbanás után ezen anyagokra terelődött a figyelmük, hogy megoldják ezek kezelését.
A legsúlyosabban érintett területek az erőmű épületrészeinek tetői voltak, oda dobta a robbanás a legtöbb radioaktív anyagot (szerencsére a robbanás által kidobott anyagcsomók legnagyobb része visszahullott a reaktorépületen belülre. A terv a kezdetektől az volt, hogy minden ilyen szennyeződést valahogy összeszednek és visszajuttatnak az amúgy is végzetes kárt szenvedett reaktor épületbe, majd az egész épületrészt lezárják és örök időkre érintetlenül hagyják a belsejét. Az első tervek arról szóltak, hogy robotirányítású járművekkel dózerolják bele a reaktor kiégett katlanába a szennyeződést. A szétszóródott anyag három tetőrészt érintett, amelyek saját munkanevet kaptak. Az irányítóközpont épületének tetején volt a legkisebb sugárzás, majd következett a 3-as reaktor turbinacsarnokának teteje, nagyjából dupla akkora sugárzással és végül a reaktorcsarnok teteje, ahol a kémény is magasodik, óriási, elviselhetetlen sugárzással (utóbbin egy ember 3 percnyi tartózkodás alatt gyűjtött volna be halálos dózis sugárzást). Mivel ide nem lehetett embert küldeni, megpróbáltak robotokat felküldeni. Ezek főként korábbi holdexpedíciókra szánt eszközök tartalék egységei, vagy prototípusai voltak, illetve rendőrségi tűzszerész robotok. Ám vagy a törmelék miatt hepehupás felszín, vagy még inkább a sugárzás legyőzte őket, mely utóbbi legtöbbször a finom elektronikát, vagy az akkumulátort égette ki, rövid idő után használhatatlanná téve őket. A leghíresebb darab a Nyugat-Németországból származó, Joker névre hallgató egység volt, amelyet eleve sugárzásvédelemmel láttak el, ám ez is kudarcot vallott. Összesen kb. 60 ilyen géppel próbálkoztak, mire belátták, hogy ez nem működőképes alternatíva.
Valerij Legaszov így fogalmazott:
„Megtanultuk, hogy a robotok nem orvosolnak mindent. Ahol nagy sugárzással találkozik, a robot megszűnik robotnak lenni – az elektronika feladja a szolgálatot.”
Ebben a kétségbeesett helyzetben – kb. 100 tonnányi erősen sugárzó anyag feküdt pőrén az épületek tetején – a bizottság a helyzethez illően kétségbeesett megoldáshoz folyamodott: emberek alkalmazásához. Hivatalosan lividátoroknak – keserű iróniával viszont bio-robotoknak – hívták azokat a hadseregbe besorozott fiatal férfiakat – szám szerint kb. 600 000 főt –, akik elvégezték a törmelék belapátolását a reaktortérbe. Az óriási sugárzás miatt egy ember maximum 40-90 másodpercet tölthetett a tetőn – de mérések szerint így is 25 röntgen sugáradagot szenvedtek el (ez kb. 250 mellkasröntgennel egyenértékű). Ezzel a technikával a robotok a kiszóródott szennyezés kb. 10%-át, míg a likvidátorok a maradék 90%-át tüntették el.

#### A légkörbe került szennyeződés

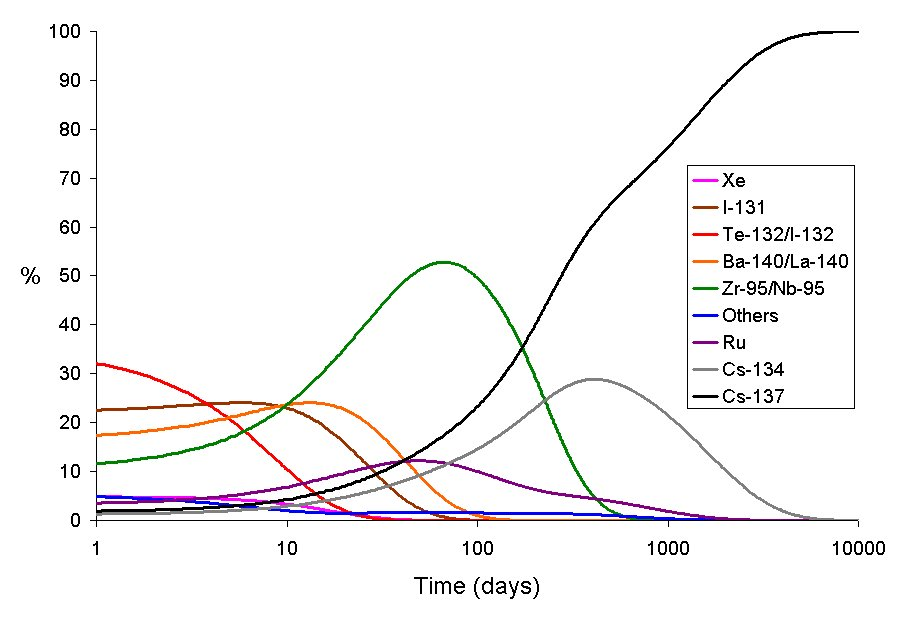
A baleset után röviddel a sugárszennyezett területen ilyen mértékben járultak hozzá a különböző izotópok a levegőben mérhető dózishoz. Az ábra az OECD jelentésében közölt adatok és a 'The radiochemical manual' második kiadása alapján készült

A lehető legnagyobb problémát a légköri szennyeződés jelentette. Egy reaktorban a maghasadási folyamatok során egy sor izotóp keletkezik, amelyek nagy része radioaktív. Ezek közül különösen veszélyesek voltak az atommag hasadás során keletkező, magas bomlási aránnyal bíró részecskék, így a jódizotópok, a cézium és a stroncium izotópjai, mert ezek a talajra kerülve bekerülnek a táplálékba és úgy fejtik ki káros hatásukat az emberi szervezetre. A két legszennyezőbb ezek közül a jód-131 és a cézium-137 volt, amit a lakosságnak (és az állatállománynak) el kellett szenvednie. A baleset lefolyásának különböző részeiben különböző izotópok kibocsátása volt a jellemző. A folyamat elején volt jellemző a sugárzási dózis nagy részéért felelős izotópok kibocsátása, majd 7 feleződés után már a megmaradt kibocsátás csak a dózis 1%-ért volt felelős az izotópok jellemző felezési idejei miatt. Szerencsére azonban a radioizotópok nagy része bennmaradt a reaktorzónában. A baleset lefolyása során keletkezett kibocsátások:
- az első gőzrobbanás nemesgázokat, köztük kriptont (Kr) és xenon|t (Xe) szabadított fel. Becslések szerint a kiszabadult xenon-133 (amelynek felezési ideje 5 nap) összesen 5200 petabecquerel (PBq) sugárzással terhelte a környezetet;[24]
- a gőzképződés eredményeként a reaktorban található radioaktív jód 50-60%-a került a légkörbe, amely kb. 0,4 kg mennyiséget jelentett, de 1760 petabecquerel sugárzás növekedéssel járt. A kibocsátás kb. 55%-ban gőz, a többi pedig szilárd részecskék és szerves jódvegyületek formájában történt és az anyag felezési ideje 8 nap;[24]
- a reaktortűzből áradó füstben aeroszol formájában jutott ki a cézium137Cs izotóp,[80] amely a zónában termelődött izotópok 20-40%-a lehetett és kb. 24 kg-nyit tehetett, a sugárzása pedig 85 petabecquerelnyit tett ki[24] Mivel a Cs-137 izotóp felezési ideje 30 év, ez az anyag a leginkább a felelős azért, hogy a lezárt zónát nem lehetett ismét birtokba venni;[81]
- ugyancsak aeroszol formában a füsttel tellúr (Te) is távozott, annak is a 132-es izotópja, amely 1150 PBq-val emelte a sugárzási szentet, igaz a felezési ideje csak nagyon rövid, 78 óra. Emellett a füstben egyre csökkenő mennyiségi sorrendben más anyagok is megjelentek, mint a stroncium, vagy a bárium;[24]
- a reaktorban keletkező melléktermékként létrejövő anyagok mellett a másik nagy sugárforrás magának a fűtőanyagrudakban levő fűtőanyagnak, az uránnak a robbanással a levegőbe juttatott apró szemcséi voltak. A kezdeti becslések ezt 3±1,5%-ra tették, a később finomított becslések 3,5±0,5%-ra korrigálták ezt az értéket. Ezzel kb. 6 tonnára teszik a légkörbe jutott és szétszóródott nukleáris fűtőanyag mennyiségét.[82]

A gőzzel és a füsttel a levegőbe jutott izotópok végül akár tízezer kilométeres távolságra is eljutva hullottak ki a felszínre. A kihullás legnagyobb része természetesen már az atomerőmű közelében, a későbbi 30 km-es lezárt zónán belül megtörtént, de a leginkább a dél-délkeletről fújó szél miatt az észak-északnyugatra fekvő ukrajnai, belaruszi és orosz régiókban ért földet, de eljutott Svédországig – ahol aztán a Forsmark Erőmű mérései leleplezték a világ előtt is az eseményt –, vagy Finnországig, sőt a sarkvidéken keresztül egészen Amerika keleti partvidékéig, de nyugati irányban tetten érhetőek voltak a sugárzó részecskék szinte egész Európában, az Ibériai-félsziget kivételével. A kihullást sok esetben elősegítette az eső, és kialakultak jobban, illetve kevésbé érintett körzetek.
| Ország      | 37–185 kBq/m2 | 37–185 kBq/m2  | 185–555 kBq/m2 | 185–555 kBq/m2 | 555–1,480 kBq/m2 | 555–1,480 kBq/m2 | > 1,480 kBq/m2 | > 1,480 kBq/m2 |
| Ország      | km2           | % országonként | km2            | % országonként | km2              | % országonként   | km2            | % országonként |
| ----------- | ------------- | -------------- | -------------- | -------------- | ---------------- | ---------------- | -------------- | -------------- |
| Belarusz    | 29,900        | 14.4           | 10,200         | 4.9            | 4,200            | 2.0              | 2,200          | 1.1            |
| Ukrajna     | 37,200        | 6.2            | 3,200          | 0.53           | 900              | 0.15             | 600            | 0.1            |
| Oroszország | 49,800        | 0.3            | 5,700          | 0.03           | 2,100            | 0.01             | 300            | 0.002          |
| Svédország  | 12,000        | 2.7            | —              | —              | —                | —                | —              | —              |
| Finnország  | 11,500        | 3.4            | —              | —              | —                | —                | —              | —              |
| Ausztria    | 8,600         | 10.3           | —              | —              | —                | —                | —              | —              |
| Norvégia    | 5,200         | 1.3            | —              | —              | —                | —                | —              | —              |
| Bulgária    | 4,800         | 4.3            | —              | —              | —                | —                | —              | —              |
| Svájc       | 1,300         | 3.1            | —              | —              | —                | —                | —              | —              |
| Görögország | 1,200         | 0.9            | —              | —              | —                | —                | —              | —              |
| Szlovénia   | 300           | 1.5            | —              | —              | —                | —                | —              | —              |
| Olaszország | 300           | 0.1            | —              | —              | —                | —                | —              | —              |
| Moldova     | 60            | 0.2            | —              | —              | —                | —                | —              | —              |
| Összesen    | 162,160 km2   | 162,160 km2    | 19,100 km2     | 19,100 km2     | 7,200 km2        | 7,200 km2        | 3,100 km2      | 3,100 km2      |

A földre visszahulló radioaktív anyagok különböző mértékű pusztítást végeztek. Az alatt a sáv alatt, amerre a szél vitte a füstoszlopot, jött létre az ún. Vörös Erdő, azaz egy nagyobb területen elterülő erdő azon sávja, amelyben nagyon rövid idő alatt minden növényzet elpusztult és elszáradt, vörösre változott.
Az idő előrehaladtával más és más izotópok okozták a problémát. Kezdetben a jód volt a fő szennyező anyag, ám ennek felezési ideje csak 8 nap, így hamar lecsengett ez a sugárzásfajta, amelynek helyét átvette a céziumé, amelynek felezési ideje 30 év. Ezek a talajra hullva a talaj felső rétegét tették szennyezetté. A sugárzó izotópok aztán itt beépülhettek a növényekbe, amelyeket elfogyasztva egészségkárosodást okozhattak. Ez ellen való védekezésül buldózerekkel több helyen legyalulták a talaj felső rétegeit.
Ez a talajra való kihullás szült egyébként egy legendát is, a Halál hídjának legendáját. A katasztrófa éjszakáján egy sor bámészkodó pripjatyi lakos kiment megnézni az erőműből az égre áradó „gyönyörű lézerfényt” a Pripjaty-folyón átívelő vasúti hídra, ahonnan közvetlen rálátás nyílt a távolból az erőműre. A szél pontosan efölött a híd felett sodorta tova az áradó füstöt és itt hullott ki a rengeteg szennyeződés. A legenda szerint mindenki, aki a hídon tartózkodott aznap éjjel, később meghalt a sugárzás okozta valamilyen betegségben. Ám ez nem igazolt legenda maradt. De az erőmű környékén a szabadban tartózkodni biztos megnövekedett sugárterhelést jelentett bárki számára. Éppen ezért a szabadban tartózkodó állatok – legyen az háziállat, vagy vad – óhatatlanul kisebb-nagyobb sugárterhelést kaptak. Éppen ezért az illetékesek elrendelték a térségben megtalálható összes elérhető állat leölését és megsemmisítését. Természetesen az összes állat leölése lehetetlen feladat volt, így a túlélők ottmaradtak a szennyezett régióban, de a későbbi megfigyelések azt mutatták, hogy jelentős mutációkat szenvedtek el a következő generációkban született utódok.
A felső talajréteget más módon is megpróbálták kezelni a sugárzó porszemcsék terjedésének és vándorlásának megakadályozására. Helikopterekről vízzel kevert pormegkötő anyagot permeteztek a talajra, amely a por helyben tartását volt hivatott elősegíteni, hogy a szelek ne kapják fel és szállítsák messzebbre a porszemcséket, köztük a még mindig sugárzó, korábban kihullott darabokat.

#### A felszíni vizeket érintő szennyeződés
A szennyezési probléma egy másik nagy részét tette ki a felszíni vizeket érintő sugárszennyezés (szerencsére a felszín alatti, talajvizeket sikerült megóvni). Csernobil a Pripjaty folyó mentén, azon túl pedig a Dnyeper-folyó vízgyűjtő területén fekszik, amely Európa egyik legnagyobb vízgyűjtő területe, milliók – köztük a 2,4 millió lakosú Kijev – ivóvízforrása. Így a folyóvizek radioaktív szennyeződése az egyik legfontosabb területté lépett elő a katasztrófa kezelésében, mivel a többi szennyezés egy helyben tartása mellett a folyók által szállított vízzel akár 1000 kilométerre is eljutó anyagok kiterjesztették a veszélyeztetett területet.
Ukrajnában az érintett területen az ivóvíz állapota a robbanás utáni hetekben, hónapokban került fókuszba, utána viszont már lecsengett. Mérések szerint az ivóvíz radionuklidszintje a baleset után átmenetileg 3700 Bq/l szintre emelkedett, ami még a biztonsági határértéken belül maradt. Hivatalos nyilatkozatok szerint a radioaktív részecskék alámerültek a vízben és lemerültek a folyó- és tómedrek aljára úgy, hogy egyfajta „nem oldható állapotban” maradtak és becslés szerint 800-1000 évig ebben az állapotban is maradnak. Egy évvel a baleset után még a Csernobili Erőmű hűtőtavainak vizei határértéken belülre kerültek. Ennek ellenére mégis Kijev vízellátását a Dnyeperről a Gyeszna-folyóra állították át, valamint üledékcsapdákat építettek a Pripjaty felé és egy 30 méter mély föld alatti gátat is konstruáltak, hogy a medencékből a talajvíz ne szivároghasson át a Pripjatyba.
A talajvizet nem érte különösebb sugárszennyeződés, mivel a rövid felezési idejű radionuklidok hamarabb lebomlottak, mintsem elérték volna a talajon keresztül a talajvíz szintjét, a hosszabb felezési idejűek, mint a radiocézium, vagy a radiojód elvegyültek és eloszlottak a talajrészecskék között és nem hatoltak le a talajvízig. Emellett azonban szakemberek szerint jelentősebb radioaktív szennyezés érte a talajvizet a 30 km-es zónán belül a hulladéklerakó helyeken, ahol a többihez képest jelentősen koncentráltabban jelentkezett a radionuklidok előfordulása. Ezt IAEA Csernobil Riportja is alátámasztotta, bár azzal, hogy a sugárzó anyagoknak kitett felszínről való bemosódás is jelentős lehet – akár jelentősebb, mint ezek a lerakó helyszínek –.

#### Az élelmiszer-lánc érintettsége
A legeltetés az érintett területeken értelmetlenné vált, mivel a lefejt tejet megvizsgálva, annak sugárzása megemelkedett. Ez köszönhető volt a talaj agyagtartalmának, amely megkötötte a radionuklidokat, amelyek aztán a növényekbe beépültek és a legelés útján bekerülhettek a tejbe.
A halakban is megfigyelhetőek voltak a katasztrófa hatásai. Az erőmű közelségében fekvő Kijevi víztározóból fogott halak húsában 3000 Bq/kg radiocézium szennyezettséget mértek – összehasonlításul az Európai Unióban érvényes átlagos határérték 1000 Bq/kg –, de a Belorussziában, vagy Oroszország Brjanszki régiójában levő kisebb tavak kifogott halaiban 100–60000 Bq/kg radiocézium érték volt mérhető az 1990–92-es időszakban, utóbbi nagyon erősen szennyezett volt.
1987-ben egy megfigyeléssorozat indult, amelynek során 16 000 vizsgálatot végeztek el a teljes testre kiterjedő, a testben megtalálható radioaktív elemekre tekintettel, az egyébként gyengén szennyezett területek lakosai bevonásával. Ebben a megfigyelés-sorozatban azt vizsgálták, hogy milyen hatása van a helyi élelmiszerek betiltásának és kizárólag import élelmiszer fogyasztásának. Ennek keretében megnövekedett értékeket tapasztaltak, főleg a balesetet követő években, majd a Szovjetunió szétesésével ezek a vizsgálatok is intenzitásukat vesztették, de még így is sikerült kimutatni az idő múlásával a csökkenést, egy rövid emelkedési periódus kivételével (utóbbi emelkedés egyébként akkor következett be, amikor beszüntették az élelmiszerimportot és megkezdődött egyes lakosok visszavándorlása és a legeltetéshez és földműveléshez való visszatérése a zónában).
Külföldön is végzetek Csernobilra visszavezethető megfigyeléseket. 2010-ben Németországban összesen 440 350 vaddisznót lőttek ki, és ezek nagyjából 1 ezredében fedeztek fel a céziumra vonatkozó 600 Bq/kg limitnél magasabb értéket. Ezt a csernobili sugárszennyezettségnek tulajdonították. Ennek okát abban találták, hogy a vaddisznók előszeretettel fogyasztanak egyfajta Elaphomyce gombát, vagy más néven ál-szarvasgombát, amelynek tulajdonsága, hogy akkumulálja magában a szennyeződéseket is, így a céziumot is. A vizsgálatok rámutattak, hogy a bajorországi ál-szarvasgomba állomány magasabb szennyezettségű, mint a környező talaj, amelyben nőnek. A jelenség Csernobilnak tulajdonítását árnyalja, hogy az atomreaktorokban keletkező cézium sokkal alacsonyabb, mint a nukleáris robbantások során keletkező cézium szintje, így ez az eredmény köthető az 1950-es és '60-as évek légköri atomrobbantási tesztjeihez is, amelyeket Ukrajnában (is) végzett a szovjet hadsereg.

#### A helyi növény és vadállomány kitettsége
A baleset után a legszembetűnőbb változás az erőművet övező erdőben volt megfigyelhető. Az erdő az erőműtől nyugatra, amerre a legtöbb szennyeződést sodorta a szél, elpusztult és kiszáradt, emiatt kapta a Vörös-erdő nevet. Később a likvidátorok buldózerekkel kidöntötték a fákat és beásták őket a földbe. A pusztítás hatására különböző szakemberek, ügyvédek, újságírók, tudósok az öko-, vagy környezetpusztítás kifejezést kezdték használni a katasztrófa és az azt követő ártalmatlanítás hatásaira. A pusztítást követően azonban a természet visszahódítja lassan, ami az övé és újranőnek a növények a kiirtottak helyébe, ahogy egyébként Prpjaty épületei között is fák és bozótos növekszik azóta, háborítatlanul.
A katasztrófa után jóval a földek mikroorganizmus állományát vizsgálták és azt tapasztalták, hogy a bakteriális és virális szinten a biológiai anyagok a sugárzás hatására nagymértékű átalakuláson mentek keresztül. Ennek keretében például mikromiceták (mikroszkópikus gombák) megjelenését tapasztalták a kutatók. Emellett megjelentek olyan mutáns mikroorganizmusok, amelyek rendkívül ellenállónak mutatkoztak a különböző DNS-romboló hatásoknak, mint a röntgen-, vagy az UV sugárzás, vagy a rendkívül speciális 4-nitrokinol 1-oxid (4NQO).
A növények mellett a legnagyobb hatást az állatvilág szenvedte el. A 30 km-es zónában a hadsereg megpróbált minden állatot kiirtani, hogy azok mozgásukkal ne vigyék tovább a sugárzást. A háziállatokat szisztematikusan megpróbálták összegyűjteni és elpusztítani, ám ez eleve lehetetlen feladatnak bizonyult. Így például a Pripjaty-folyó egyik szigetén, 6 km-re az erőműtől lovakat hagytak, amelyek aztán az elszenvedett 150-200 Sv sugárzás hatására elpusztultak a pajzsmirigy károsodástól. Ugyanezen a szigeten szarvasmarhák is voltak, amelyek közül több elpusztult, a többit pedig a likvidátorok pusztították el. A vadállomány kiirtása eleve lehetetlen feladat volt.
Későbbi megfigyelések azt mutatták, hogy az érintett állatállományban megnövekedett a születési rendellenességek és a váratlan elhullás gyakorisága.

#### A Lezárt Zóna

A Csernobili Lezárt Zóna

A légtérbe került, majd onnan kihullott szennyeződések elleni védelemként a legszennyezettebb, az erőművet körülölelő terület lezárásáról döntöttek az illetékesek. Eredetileg 10 nappal a robbanás után az atomerőmű körül egy szabályos körben 30 km-re húzott zónát jelöltek ki mint tiltott, lezárt terület. Innen mindenkit kitelepítettek és belépni tilos volt, kivéve a katasztrófa felszámolását végzők, illetve az azokat kiszolgálók számára. Később azonban a szisztematikus mérésekkel megállapított sugárzási gócok felismerése után újabb területeket csatoltak hozzá és egészen 2600 km²-re terjesztették ki. A kiterjesztés főként kelet felé növelte meg a területet, a radioaktív kihullás egyik fő irányába.
Ezen a területen az erdő teljesen visszahódította az életteret és a vadvilág is elszaporodott, mivel nincs emberi jelenlét, ami zavarhatná őket. Az azóta eltelt években számosan visszatértek a korábbi otthonukba. A legtöbbjük idős nyugdíjas és korábban is földművelésből éltek. Ez azonban máig illegális, bár a hatóságok egyre toleránsabbak ezzel szemben. A média egyébként sokszor találgatja, hogy mikor lehet újra lakható a zóna. Ezek a becslések a zóna közepén kiszóródott plutónium-239 izotóp mennyiségén és felezési idején alapul és 300 évtől egészen 20 000 évig terjednek.
Ukrajna kormánya 2011-ben aztán a turisták előtt megnyitotta a zónát.

### Helyben, a reaktorépületben maradt szennyeződés
A reaktor robbanása és a zónaolvadás után a radioaktív anyag nagyon nagy része bennmaradt a reaktorcsarnok épületében, de rendkívül veszélyes sugárzást bocsátott ki és akár robbanásveszélyes állapotba is kerülhetett. Ezen kívül a tetőkön gyűlt még össze jelentősebb, a robbanás során kidobódott sugárzó anyag. Ezek kezelése három okból vált szükségessé. Egyrészt a szél tovább hordhatta az apró, porló részecskéket. Másrészt a leszálló madarak is magukkal vihették véletlenül (miközben ez szinte azonnal az életükbe került és maguk is elhullottak). Harmadrészt pedig a 3-as reaktor üzemeltetését továbbra is ellátó személyzetet kellett megóvni a gamma-, de minden más egyéb sugárzástól. Ezért az a megoldás született, hogy minden, a helyszínen megtalálható szennyeződést visszajuttatnak a reaktorterem roncsai közé, majd a terem fölé egy betonlétesítményt, egy „szarkofágot” építenek, amely lényegében eltemeti a reaktort és nem engedi kiszabadulni a radioaktív port.
A szennyezés egy másik formájaként a reaktor alatt, a Föld legszennyezőbb anyaga jött létre a zónaolvadáskor, a kórium (corium). A magas hőmérsékletű, lávaszerű massza átégette a betonfödémet és lefolyt az erőmű alagsorába, majd fokozatosan lehűlve egy megszilárdult lávaképződményt hozott létre, amely a formája miatt az „elefántláb” elnevezést kapta. Miközben az olvadt anyag átégetett minden útjába kerülő dolgot, magába olvasztotta a betont, a földet és minden mást, ami az útjába került és így jött létre egyfajta sugárzó elem, amelyet a vegyészek kóriumnak kereszteltek el. A kb. 11 tonnányi anyagra a mentesítő munkások csak hónapokkal a baleset után találtak rá. A későbbi elemzések azt mutatták, hogy ez a megszilárdult anyag, bár bőven tartalmaz a reaktor üzemanyagából, már nem robbanásveszélyes.
Az első feladat a reaktortermen kívül került, de összegyűjthető anyag visszajuttatása volt az épületbe. Ezt kezdetben robotokkal akarták megoldani, majd amikor nyilvánvalóvá vált, hogy ez nem működik, akkor következtek a sorkatonák, akiket némi malíciával „bio-robotoknak” neveztek el, hivatalosan pedig likvidátoroknak nevezték őket. A likvidátorok parancsot kaptak, vezényelték őket a helyszínre, nem volt választási lehetőségük, mivel összesen maximum 90 másodpercet, másfél percet tölthettek a sugárzásnak kitett helyeken és ennyi idő alatt is komoly sugárdózist kaptak a védőöltözet ellenére. A feladatot mégis tökéletesen teljesítették és 1986. október 1-jén befejezettnek tekintették a műveletet.

#### A Szarkofág

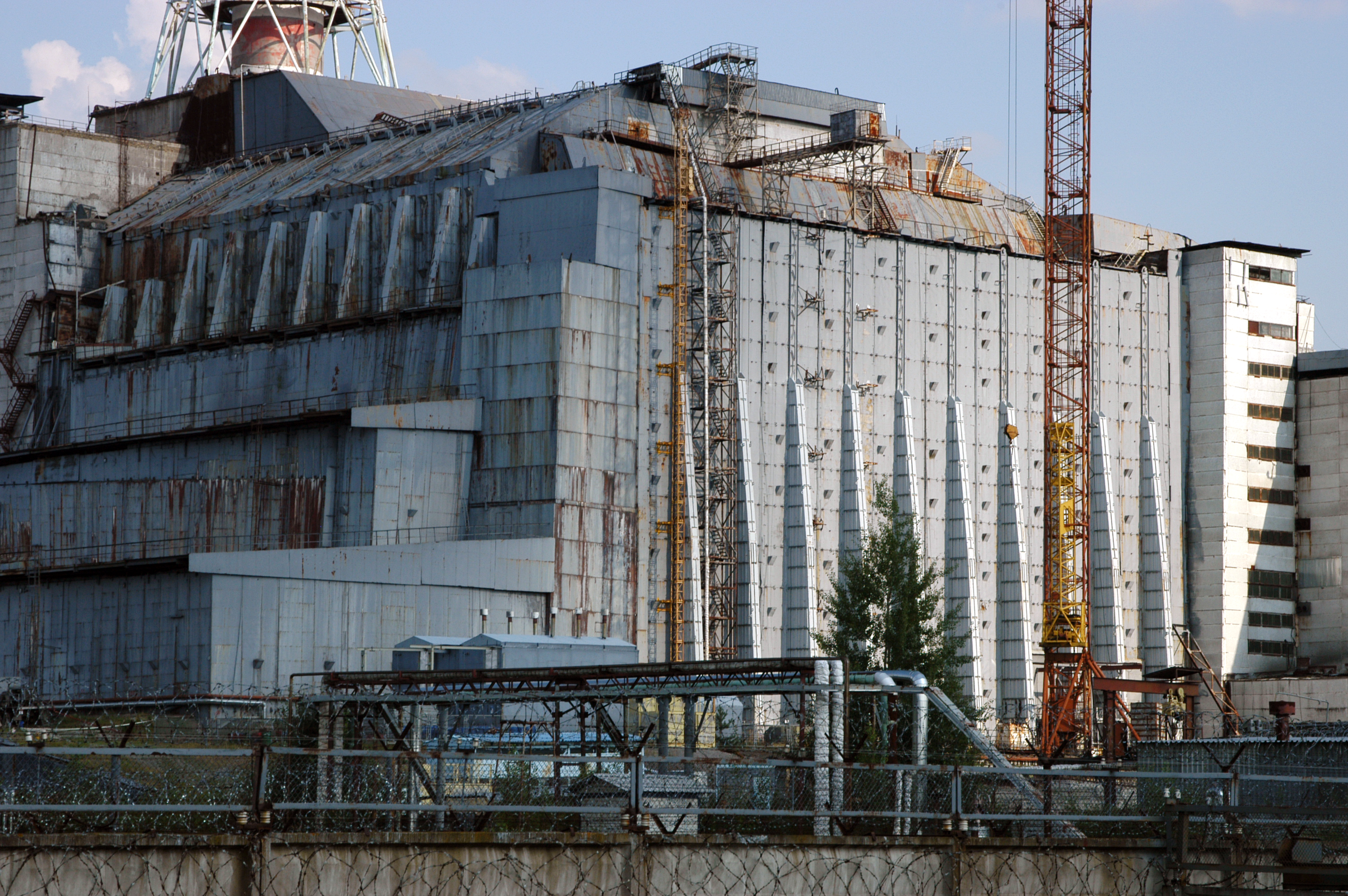
A négyes reaktor első, betonból készült szarkofágja 1986. november 15-én készült el Várhatóan azonban összeomlik, mivel az oldalán egyre nagyobb rések és lyukak alakultak ki

A második fázis a szarkofág építése volt. Ennek a tervezését 1986. május 20-án kezdték meg, majd rohammunkában 1986 májusa és novembere között a kivitelezése is megtörtént. A 4-es reaktorépület mellé/fölé végül összesen 400 000 köbméter betonból és a szerkezetépítéshez 7300 tonna acélból készítettek falakat, amelyeket a sugárzás miatt nagyrészt távirányítással rögzítettek a helyükre. A létesítmény külső falai újak voltak, a többit pedig a reaktorépület állva maradt – ám a robbanástól néhol sérült – tartófalai adták. A falak összesen 60 kémlelőnyílást kaptak, amelyeken keresztül be lehet pillantani a reaktor maradványai között zajló folyamatokra. Ezek közül talán a legproblémásabb az ún. „biológiai pajzs” helyzete. Ez az eredeti reaktordizájnban egy 17,7 méter átmérőjű, 1000 tonnás betonlap volt, lezárandó a reaktorzónát és amit a robbanás felemelt és kimozdított a helyéről, de visszazuhant a reaktorra. Ez a lap most 15°-os szögben lejtve fekszik a reaktor tetején, lényegében mozdíthatatlanul és mindenütt a törmeléken nyugszik. A helyzete miatt így is kienged bármilyen radioaktív szennyeződést a reaktorból, ami esetleg kijönne onnan, ám mivel a törmeléken fekszik, bármikor bele is zuhanhat a reaktoraknába, maga is óriási porfelhőt verve fel és óriási sugárzást szabadítva ki.
A szarkofágot eredetileg is csak szükségmegoldásnak szánták, nem volt cél, hogy tartós legyen, bár a szovjet tudósok 1988-ban még azt jelentették, hogy 20-30 év élettartamú lehet a létesítmény. A legnagyobb probléma, hogy a betonfalak megrepedeztek és különösen a tetőn ez az esővíz beszivárgásához vezetett, amely aztán lefolyt a reaktorzónáig, majd onnan a sugárzó szennyeződést bemosta a talajba. Más repedéseken keresztül az eső pedig elérte a szarkofág acél tartószerkezetének az elemeit és korrodálni kezdte azokat. Ezért egy új védőépület vált szükségessé.
A szarkofág építéséhez kötődik egy sajnálatos baleset is. 1986. október 2-án egy Mi–8 helikopterrel végeztek mentesítő anyag szórást a reaktor felett, amikor a szarkofág építéséhez használt egyik daru kötélzetébe beleakadt a helikopter főrotorja és leszakítva azt, a repülőeszköz lezuhant a reaktortérbe. A balesetben a helikopter és a négyfős legénység is odaveszett.

#### A Védőépület

Infografika a csenobili Védőépületről

Az eredeti védőépület, vagy szarkofág hiányosságai viszonylag hamar nyilvánvalóvá váltak és egy hosszabb távú megoldás iránt támasztottak igényt. Már igen hamar, 1994-ben Ukrajna kormánya kiírt egy tendert egy ilyen létesítmény tervezésére, hogy mivel lehetne felváltani az eredeti védőépületet. Összesen 394 tervet nyújtottak be a kiírt tenderre, amelyek közül nem hirdettek győztest, hanem három második helyezett lett – egy brit, egy német és egy francia tervezőiroda versenyajánlata. A hármak versenyéből végül a francia Novarka cég nyerte el a szerződés jogát, hogy elkészíthesse a tervet. Ez a terv végül egy hatalmas kupola alakú, eltolható szerkezet lett, amelyet rátoltak az épületre a régi védőépület fölé és így zárták le a 4-es reaktor maradványait. A tervekben külön gondot fordítottak arra, hogy az építés során egyetlen építő se szenvedhessen semmilyen fokú káros sugárterhelést.
A megvalósítás finanszírozására (mivel Ukrajna önerőből erre képtelen lett volna) nemzetközi összefogással, összesen 22 ország befizetéseivel és adományaival alakult egy csoport, majd az így összegyűlt pénzösszeget, amikor az kevésnek bizonyult, még kipótolta az EBRD. Így az építkezés 2019-re lett kész, míg a végső üzembe helyezési tesztek 2019 áprilisában zajlottak le, hogy aztán júliusban átadják a létesítményt az ukrán kormánynak.
A végleges szerkezet egy óriási, 270 méteres ív lett, amelyek szélei között a távolság 165 méter. A kupola magassága 110 méter. Az egész szerkezet rozsdamentes acélból készült, belül pedig polikarbonát panelek bélelik. A szerkezet belső terében két híddaru kapott helyet, amelyekkel az épületben lehetett további munkákat végezni (például a régi épület sérült tetejét lebontani). A szerkezet érdekessége volt, hogy 180 méterre a végleges felállítási helyétől szerelték készre, majd egy speciális folyamatban teflon bevonatú talpakon csúsztatták a helyére. Az eredeti tervek szerint az épület élettartama, amíg a reaktor védelmét képes ellátni, 100 év.
2025 februárjában az orosz-ukrán háborúban egy dróntámadás érte az épületet, amelynek során lyuk keletkezett a tetőben és a szerkezete is megsérült.

## Hatása az emberekre

### Halálos áldozatok
A baleset legtragikusabb hatása a számtalan olyan közreműködőjében jelent meg, aki meghalt. Ezek között volt egy kisebb csoport, akiket – két lépcsőben – a katasztrófa közvetlen áldozatának tekintünk. A szovjet tömegtájékoztatás kezdetben összesen 2 fő halálát tette közzé, ők voltak a tragédia közvetlen áldozatai: Valerij Hodemcsuk, a fő hűtővíz keringető szivattyúk operátora, akinek a munkahelye a robbanáskor összedőlt és valószínűleg az ott dolgozó szakembert maga alá temette és Vlagyimir Sasenok, egy karbantartó alvállalkozó alkalmazottja, akit egy szintén a robbanásban összedőlt helyiségben találtak meg, miután ráomlott egy gerenda és olyan súlyos sérüléseket szerzett, amibe a kórházba szállítás után belehalt.
Néhány hét után a tömegtájékoztatás megváltoztatta a halálos áldozatok számát és további 28 főt vett fel a listára mint a katasztrófa közvetlen áldozatát. Ezek az áldozatok a mentés közben elszenvedett súlyos sugárszennyeződésbe haltak bele a katasztrófa utáni 90 napon belül (a többség a valóságban 3 héten belül). A 28 főből hatan voltak a tetőn keletkezett tüzek eloltására érkezett tűzoltók és 22-en az erőmű különböző részlegein dolgozó alkalmazottak.
Egyes források 31 főben adják meg a katasztrófa áldozatainak számát, ám a 31. áldozatot ezek a források tévesen számítják ide, mivel csak nagyon közvetetten lehet ide sorolni. Egy személy Pripjaty kiürítésekor halt meg szívkoszorúér elzáródásban, amit az átélt stressz hatásának tulajdonítottak.

### Hosszabb távú egészségügyi hatások
A legnagyobb aggodalom a kiszóródott szennyeződés hosszútávú hatásait övezte. A szennyeződében négy izotóp volt a legveszélyesebb: a jód-131 8 napos, a cézium-134 2,07 éves, a cézium-137 30,2 éves és a stroncium-90 28,8 éves felezési idővel. A jódot eleinte nem tekintették nagyobb problémák okozójának a nagyon rövid felezési ideje miatt, de mivel ez volt az összes közül a leginkább illékony, így könnyen tudott a levegőben szárnyra kapni és a legmesszebbre sodorhatták a szelek és ezzel együtt a legkomolyabb egészségügyi problémák okozására volt képes. A stroncium ezzel szemben a legkevésbé illékony volt és így Csernobil környékén maradt meg és fejtette ki a hatását.
A jód legfőképpen az emberi pajzsmirigybe volt képes koncentrálódni és egyebek mellett így megnövekedett pajzsmirigy-rák kialakulási kockázatot jelentett. Az anyag hamar bekerült a táplálkozási láncba és az elfogyasztott tejjel került be leghamarabb az emberek szervezetébe (miután a tehenek a legelőkön olyan füvet ettek, amelyet már beszennyezett a jód) és így könnyebben akkumulálódott a jód az érintettekben. De az érintett területeken a jód belélegzése is komoly gondot jelentett: későbbi vizsgálatok mutatták ki, hogy a belélegzett radioaktív izotópok 40%-át tette ki a jód és ezzel a legnagyobb szennyezővé vált.
A másik ilyen anyag a cézium volt, amely elsősorban az olyan létfontosságú belső szervekbe épült be, mint a szív. Emellett a stroncium pedig a csontokba épül be és így a csontvelőre és a limfociták termelődésére jelent veszélyt.
A későbbiekben figyelemmel kísérték a balesetben érintettek egészségi állapotát. 10 évvel a balesetet követően még 14 olyan ember halálát rögíztették, akiket a balesetkor kórházba szállítottak, de aztán ők onnan gyógyultan távozhattak. Azonban ezek közül mindössze kettő volt összefüggésbe hozható a sugárzással, akik mielodiszpláziás szindrómában hunytak el, míg a többiek halálát közvetlenül nem lehetett a baleset hatásaihoz kötni. Afölött tudományos konszenzus született, hogy a baleseti mentésben résztvevők között nem nőtt a rák kockázata statisztikailag jelentős mértékben. Azonban teljesen más volt a helyzet a lakosság körében. 2002-ig összesen 4000 pajzsmirigy rákos megbetegedést rögzítettek gyermekek körében Fehéroroszország, Ukrajna és Oroszország érintett területein, zömében a radioaktív jód szervezetükbe jutása miatt. A betegek felépülési aránya megközelítette a 99%-ot, mindössze 15 haláleset történt ebből a körből.
Főleg a balesetből származó pszichoszomatikus panaszok szaporodtak el a későbbi időkben, amelyet főként a sugárzástól való félelem táplált. 2000-ig az ukrajnai népesség 5%-a, közel 3,5 millió ember állította, hogy valamilyen a katasztrófával összefüggő egészségügyi problémája van, bár ezek nagy része nem valós, vagy nem a balesethez köthető volt, a lakosság hajlamos volt mégis mindent annak tulajdonítani.
Nemzetközi szervezetek között komoly vita dúlt arról, hogy milyen megbetegedési számok várhatóak a környezetbe kiszabadult sugárzás miatt. Az Egészségügyi Világszervezet (WHO) 4000 rákos megbetegedésből eredő halálozást jelzett előre, amelyet egy matematikai modellből, az ún. lineáris küszöbérték nélküli modellből vezettek le, amely modell szerint még az alacsony dózisú sugárzás is proporcionálisan magasabb rizikót jelent a rákos megbetegedésekre. Egy másik csoport, az Aggódó Tudósok Uniója (Union of Concerned Scientists) ugyanebből a modellből 27 000 többlet halálesetet jósoltak világszerte, amelyet rák okoz. Újabb ilyen jellegű forrásként a Greenpeace készített tanulmányt Belorussziában, Ukrajnában és Oroszországban, akik 10 000-200 000 közé tették a többlet halálozást 1994-2004 között. Ez utóbbi felmérést többen kritizálták, hogy nem szakértői értékelésekre támaszkodik, míg Gregory Härtl, a WHO szóvívője ideológiailag motiváltnak nevezte az adatok közlését. Ettől még tovább ment egy neves orosz tudományos személyiségek – köztük az Orosz Tudományos Akadémia tagjával vagy a Fehérorosz Atomenergia Intézet vezetőjével – által publikált tanulmány, a Csernobil: a tragédia következményei az emberekre és a környezetre nézve azt állította, hogy 2004-ig 985 000 haláleset történt, ami ilyen, vagy olyan módon kapcsolható a balesethez. Az Amerikában, a New York-i Tudományos Akadémia által megjelentetett kötetet szintén számos támadás érte, hogy komoly hibákat és vitatható állításokat rejt, nem támasztják alá szakértői vélemények és a legtöbb helyen csak nem alátámasztott becsléseket alkalmaz.

## A katasztrófa és Magyarország
Bár a szovjet vezetés próbálta eltitkolni a katasztrófát, de rövid időn belül első ízben Svédországban kezdtek radionuklidokat észlelni, amelyek forrásaként rövid nyomozás után a Szovjetuniót lehetett megjelölni. Ettől kezdve már nem lehetett sokáig hallgatni a baleset bekövetkeztéről. A terjedő radioaktív szennyeződés hazánkat is elérte a Kárpátok szűrőjén átjutva, április 29-én mérték ez első megnövekedett sugárzásértékeket.
A KFKI néhány munkatársa a balesetet követő délelőttön egy utcai telefonfülkéből több budapesti és más megyeszékhelyeken levő óvodát, bölcsődét hívott fel telefonon, figyelmeztetve a pedagógusokat, hogy „olyan erős a nap sugárzása, hogy az veszélyes lehet a gyerekekre”. Az óvodákból terjedt aztán tovább suttogva a figyelmeztetés.
Magyar nyelven első ízben Bedő Iván a Magyar Rádió hírszerkesztőségének turnusvezetője, a BBC híre alapján április 28-án este, a 21 órai hírekben jelentette be a katasztrófát. A hír közlését a felsőbb vezetés másnap hajnalban tiltotta le, Bedő pedig büntetésben részesült.
A szovjetunióbeli csernobili atomerőműben baleset történt. A jelentések szerint az egyik reaktor sérült meg és többen megsebesültek. Az illetékesek megkezdték az ukrajnai atomerőműben keletkezett üzemzavar megszüntetését. A károk felszámolására kormánybizottságot hoztak létre. Stockholmban közben bejelentették, hogy Dániától Finnországig észlelték a radioaktív sugárzási szint hirtelen növekedését. Ottani szakértők szerint a radioaktív felhő rövid időn belül eljutott a Skandináv-félsziget fölé
A többi európai országban bevezetett beutazási tilalom miatt többek között magyar kamionosok is fuvarozták az árut a Szovjetunióból, sokuknak Kijeven át vezetett az útjuk. A legtöbben számottevő sugárdózist kaptak az út folyamán, sokan pár éven belül meghaltak. Az okok azonban nem mutattak ki egyértelmű összefüggést a következményekkel, mivel a rekonstruált útvonalak alapján egy kamionsofőr többlet rákkockázata 7,5×10−4%-osnak adódott. Tagadhatatlan, hogy az említett kamionsofőrök feltűnően korán haltak meg, azonban ezek között többségében a sugárzással összefüggésbe nem hozható tényezők is akadnak, például az öngyilkosság. A név szerint nem azonosítható, de Csernobilnak tulajdonított áldozatok számát 4000-re becsüli a WHO.
Magyarországon az 1986-ban kapott többletdózis 0,2 mSv volt (összehasonlításul: a háttérdózis átlagosan 3 mSv/év), mely megfelel 10 mikrorizikó kockázatnak (ennek jelentése: 1 millió, ennek és csak ennek a hatásnak kitett ember közül 10 halálát okozza az adott behatás; természetesen ez csak elméleti definíció), mely kb. fél doboz cigaretta elszívásával egyenértékű. A balesetet követő magyarországi sugárterhelés fele a táplálékkal került a lakosság szervezetébe. A balesetet követő napokban Magyarország legszennyezettebb vidékein a tehenek pajzsmirigyében 50 kBq körüli aktivitást mértek.
A környező szocialista országok irányítói a szovjet nyomás miatt általában a titkolózás mellett döntöttek, de a nemzetközi hírügynökségek beszámolói után végül mindenütt hírt adtak az atomerőmű-balesetről, viszont megpróbálták azzal nyugtatgatni (félrevezetni) a lakosságot, hogy a szovjetek urai a helyzetnek, így a lakosságnak nincs félnivalója, bármit ehet, ihat és járhat a szabadban. Sokan viszont (főleg az ország nyugati felében élők) jugoszláviai és osztrák rádióadókon, vagy külföldi rokonokon keresztül értesülve a baleset igazi mértékéről óvintézkedéseket tettek önmaguk védelmében. Tipikus példája volt ez a kommunista rendszer ideológiájának, hogy a Szovjetuniót és a kommunista eszmét tökéletesnek és hibátlannak tarthassák mindenáron, melynek lelepleződéséhez és bukásához ez a katasztrófa nagyban hozzájárult. Csak a Szovjetunióban épülhettek csernobili típusú reaktorok, mert egy nyugati országban ilyen típusú, azaz RBMK-reaktor nem épülhetett, nem üzemelhetett, és a baleset során elkövetett szabálytalanságok sem fordulhattak volna elő. Az 1940-es évek végén Amerikában megalakult a Reaktorbiztonsági Tanács Teller Ede elnökletével. Teller Ede, akit a reaktorbiztonság atyjának neveznek, elérte az 1950-es évek elején, hogy az USA leállítsa a plutóniumtermelő reaktorait (Hanford). A továbbiakban nem engedélyezték több grafitmoderátoros atommáglya, vízhűtéses reaktor építését az Amerikai Egyesült Államokban.
Romániában egyes óvodákban és iskolákban jódtablettákat osztottak ki. (A nem radioaktív jód beépül a pajzsmirigybe, így mintegy kiszorítja onnan a légkörből belélegzett radioaktív jódot.) A levegőbe jutott radioaktív jód ellen a kálium-jodid tabletta csak a pajzsmirigyet képes megvédeni és csak a radioaktív jód megkötődése ellen hatásos. Érdekes tény, hogy az osztrák hatóságok a katasztrófáról értesülve megtiltották a magyar termékek (főleg élelmiszerek) bevitelét a határon, mivel azt szennyezettnek vélték (a Szovjetunióval való szomszédság miatt). (A valóság az volt, hogy a magasabb légköri terjedés a Nyugatot még inkább érintette.)
Az ionizáló sugárzás forrása lehet bizonyos biológiai ártalmaknak, okozhat genetikai ártalmakat az ivarsejtekben, a testi sejtekben, s ez utóbbi rosszindulatú daganat kiindulása lehet. Előidézhet fejlődési rendellenességet a sugárzás a nagyon gyorsan osztódó, s ezért a sugárzásra érzékenyebb, méhen belül fejlődő magzatban. Bizonyosan tudjuk viszont azt, hogy a legkisebb mennyiség, mely a terhesség korai, legérzékenyebb szakaszában rendellenességet előidézhet, 25 sugáregység. Ezzel szemben a nukleáris reaktorbaleset közvetlen környékén az embereket érő hatás mostanában 0,05 sugáregység volt.
…a globális esemény legnagyobb hatása három szomszédos volt szovjet tagországban, a ma már független Ukrajnában, Fehéroroszországban és Oroszországban jelentkezett. A következmények azonban jóval szélesebb körben voltak érzékelhetőek. A robbanás során kiszabadult cézium-137 több mint fele a légkörön keresztül eljutott más európai országokba. Legalább tizennégy európai ország (Ausztria, Svédország, Finnország, Norvégia, Szlovénia, Lengyelország, Románia, Magyarország, Svájc, Csehország, Olaszország, Bulgária, Moldávia és Görögország) területén haladta meg a radioaktivitás az 1 Ci/km² (azaz 37 kBq/m²) szintet, ami már szennyezésnek minősül. A csernobili balesethez köthetően alacsonyabb szintű, de még így is jelentős radioaktív sugárzást mértek az egész európai kontinensen Skandináviától a mediterrán térségig és Ázsiáig.
Az európai szennyezett területek a következő három évszázadban veszélyes radioaktív területek maradnak.

## Okai
A katasztrófa kiváltó okaira vonatkozóan széleskörű és beható vizsgálat indult és meg is állapítottak több tényezőt is, ám ezek szerepének súlyában nincs egyetértés. A nemzetközi Atomenergia ügynökség INSAG–1 jelű 1986-as jelentésében még a kezelőszemélyzet tevékenységét jelölte meg fő okként, később az INSAG–7 jelű 1992-es jelentésében pedig már a reaktor tervezési hibáit. Ahogy az a nagyobb balesetek esetében lenni szokott, a csernobili katasztrófának nem egyetlen kiváltó oka volt, hanem több tényező együttes, véletlenszerű és egymást erősítő hatása volt a reaktorrobbanás.

### A személyzet nem megfelelő képzettsége és elhibázott műveletei
Abban a szakértők és a baleseti kivizsgálók is egyetértenek, hogy történtek kezelői hibák az atomkatasztrófához vezető folyamatok során és a kezelők juttatták a reaktort olyan állapotba, ahonnan aztán az végzetesen elromlott és felrobbant.
- A fiatal villamosmérnökök elsősorban a szivattyúk villamos energiaellátására ügyeltek. Nem vették figyelembe a John Archibald Wheeler és Wigner Jenő által már az 1940-es években Hanfordban felismert veszélyt: az alacsony teljesítményű reaktorüzemeltetés során bekövetkező xenon-mérgezés instabillá teszi a reaktort.[15]
- A kezelők nem pontosan úgy hajtottak végre mindent, ahogy kellett volna, részben azért, mert nem ismerték a reaktor tervezési hibáit. Több egyéb szabálytalanság is hozzájárult a baleset bekövetkeztéhez, többek közt az, hogy a biztonsági emberek és az üzemeltetők nem kommunikáltak kielégítően egymással.[15]
- Az üzemeltetők a reaktor biztonsági rendszerei közül többet is kikapcsoltak, amit szigorúan tilos megtenni, kivéve ha magukban a biztonsági rendszerekben van hiba.[15]
- A szovjet kormány 1986 augusztusában kiadott jegyzőkönyve szerint az üzemeltetők legalább 204 szabályzórudat eltávolítottak a reaktorból, így csak 7 maradt benne (összesen 211 volt ebben a fajta reaktorban). A reaktor technikai útmutatói szigorúan tiltják, hogy 15-nél kevesebb szabályzórúddal működtessék az RBMK–1000 reaktort.[15]

Ezeknek a faktoroknak az eredményeképpen a reaktor irányításáért felelős személyzetnek nem sikerült felismernie a xenon-mérgezést és amikor a reaktorteljesítmény váratlanul a mélybe zuhant, mindenáron meg akarták emelni azt, hogy a teszt előírásai szerinti teljesítményt elérjék – amelynek egyébként a valóságban a határértékek teljesítésén kívül nem volt értelme – és tették mindezt a biztonsági rendszerek kiiktatásával és annyi szabályozórúd kiemelésével, amelyek már túlmentek minden biztonsági limiten. Ezzel olyan körülményeket teremtettek, amelyek a reaktort végletesen szélsőséges állapotba sodorták, amelyet követően könnyedén át tudott lépni egy olyan működési rezsimre, amely szabályozhatatlan és végzetes volt.

### A típust érintő tervezési hiányosságok és hibák
A Szovjetunió számára egy sokkal kellemetlenebb ok is felmerült, amelyet szerettek volna minél inkább titokban tartani: az RBMK reaktoroknak több tervezésbeli hiányossága is volt. Ha ezt beismerik, egyben elismerik azt, hogy a szovjet technológia lemaradt a Nyugat mögött, illetve hogy a Szovjetunió-szerte működő 16 reaktor potenciális veszélyt hordoz magában. Így amikor 1986 augusztusában Legaszov professzor vezetésével a szovjet küldöttség beszámolt a Nemzetközi Atomenergia Ügynökség bécsi székhelyén a balesetről, ugyan az okok között említették, hogy a katasztrófát emberi hiba és néhány tervezésbeli probléma okozta, de végső soron azt hangsúlyozták, hogy a kezelők hibái okolhatók szinte teljes mértékben a katasztrófa bekövetkeztéért. Erről később a szovjet küldöttséget vezető és meghallgatásokon a beszámolót megtevő Legaszov annyit mondott: „...nem hazudtam Bécsben...de nem is mondtam el a teljes igazságot...”
Az elhallgatott igazság kétféle kérdésben testesült meg, a pozitív üregtényezőben és a szabályozórudak grafit végződésében. Az Egyesült Államokban a Reaktorbiztonsági Tanács már az 1940-es években rájött, hogy a grafitmoderátoros reaktorok üregtényezője pozitív, azaz a hűtésre használt vízben annak forráspont fölé melegedése következtében gőzbuborékok keletkeznek és a folyadékáram ezen „üregei” felgyorsítják a nukleáris reakciót, ami ha nem történik külső beavatkozás a reaktorkezelők részéről, szabályozhatatlanná tud válni. Azonban az amerikaiak ezt az információt hadititoknak nyilvánították, viszont a szovjet tudósok csak jóval később, a csernobili reaktorok építésének idején kezdték felismerni ezt a problémát, de az első atomreaktorok már megépültek és nem lehetett a szemétre dobni őket.

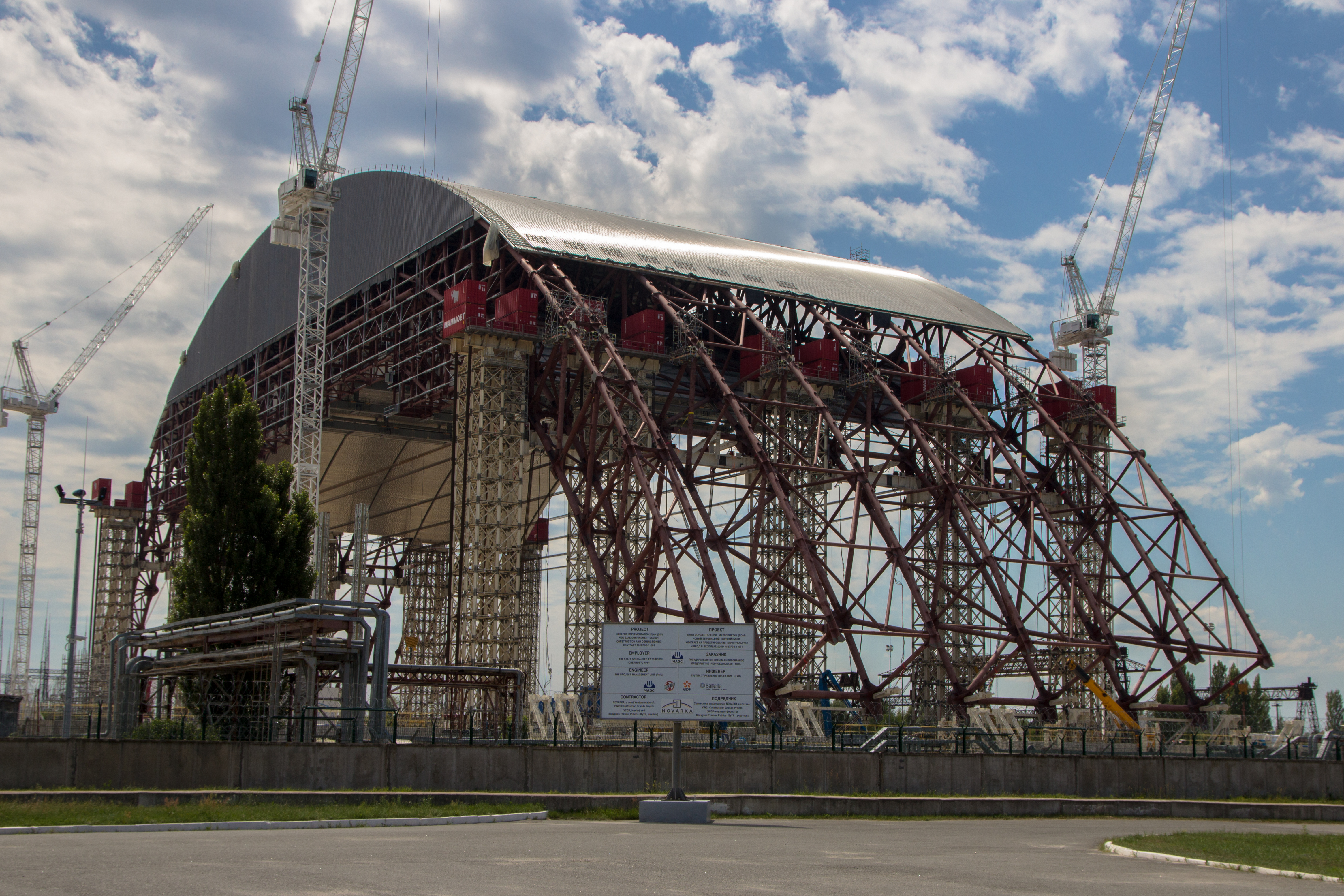
Az új, hivatalosan védőobjektumnak nevezett szarkofág építés közben, amelyet elkészülte után a régi fölé toltak (2013) Legalább 2117-ig nyújt majd védelmet

 A pozitív üregtényező mellett még az a tény is ott állt, hogy a reaktor alacsony teljesítménye mellett nagyobb veszély leselkedik, hajlamosabb az instabilitásra, ám ez ellentmondott a logikus következtetéseknek és az üzemeltetőket nem is képezték ki megfelelően erre a helyzetre.
A másik, elhallgatni kívánt hiba talán még fontosabb volt: a szabályozórudak tervezési hibája. Az atomreaktorokban a szabályzórudakat azért eresztik le, vagy húzzák ki a reaktormagból, hogy lassítsák, vagy gyorsítsák a reakciót, mivel a rudak elvileg a reakciót lassító, részben a neutronokat elnyelő bór-karbidból készültek. Ám az RBMK-reaktorokban a rudak végére egy ún. hosszabbító került, egy 1 méter hosszú üreges rész, amely grafitból készült, vízzel volt megtöltve, és csak a rudak közpső szakaszán volt található a bór-karbidból készült neutron elnyelő rész. Így az első pár másodpercben (márpedig a nukleáris reakcióban a másodperc tört része alatt is fontos változások történhetnek), amikor a szabályzórudakat a reaktorba visszatolták, nem a neutronelnyelő anyagot tartalmazó része került be, hanem a grafitvégződés. A grafit neutronmoderátor, amely nem lassítja a reakciót, hanem éppen gyorsítja. A szabályzórudak aktiválásánál tehát az első pár másodpercben a rudak növelték a láncreakció sebességét, nem pedig lassították. Erre a kezelőszemélyzet nem számított, és nem is volt róla kellő információja.
Így történhetett meg aztán a több faktor egyidejű negatív hatása: a kezelők végletesen szélsőséges állapotba juttatták a reaktort, majd abban egyszerre kezdett felesleges gőz képződni és az AZ-5 leállító gomb megnyomásával a grafitvégű rudak becsúsztatásával a leállás helyett éppen a reaktivitást fokozták (végül mivel a szabályozórudak félúton elakadtak, éppen a grafitvég került a zóna közepébe, ahol aztán a végtelenségig volt képes fokozni a reaktivitást).

## A baleset következményei és utóhatása

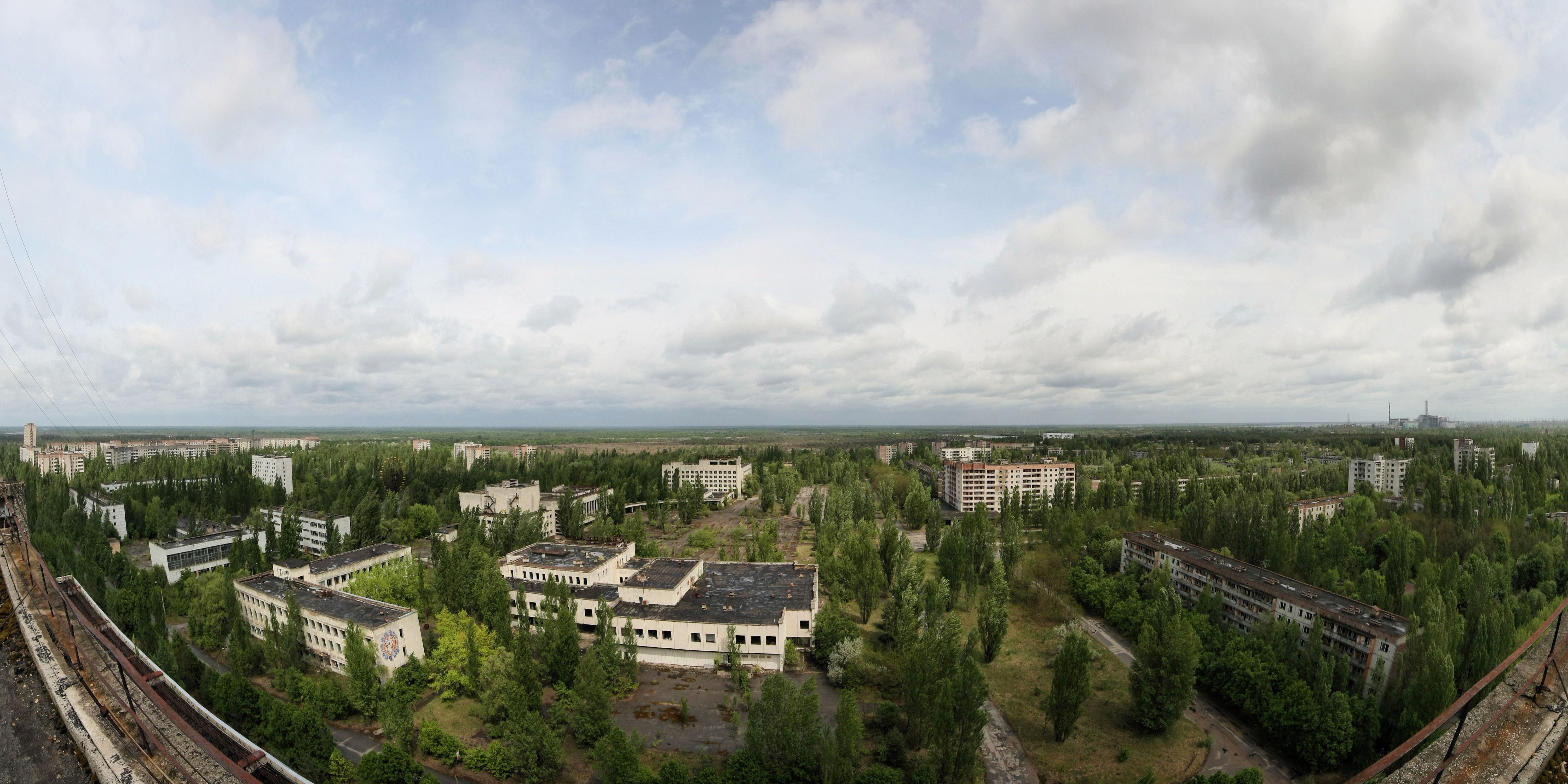
A fákkal és gazzal benőtt, elhagyatott Pripjaty városa 2009-ben, jobbra a háttérben a csernobili erőmű és a szarkofág

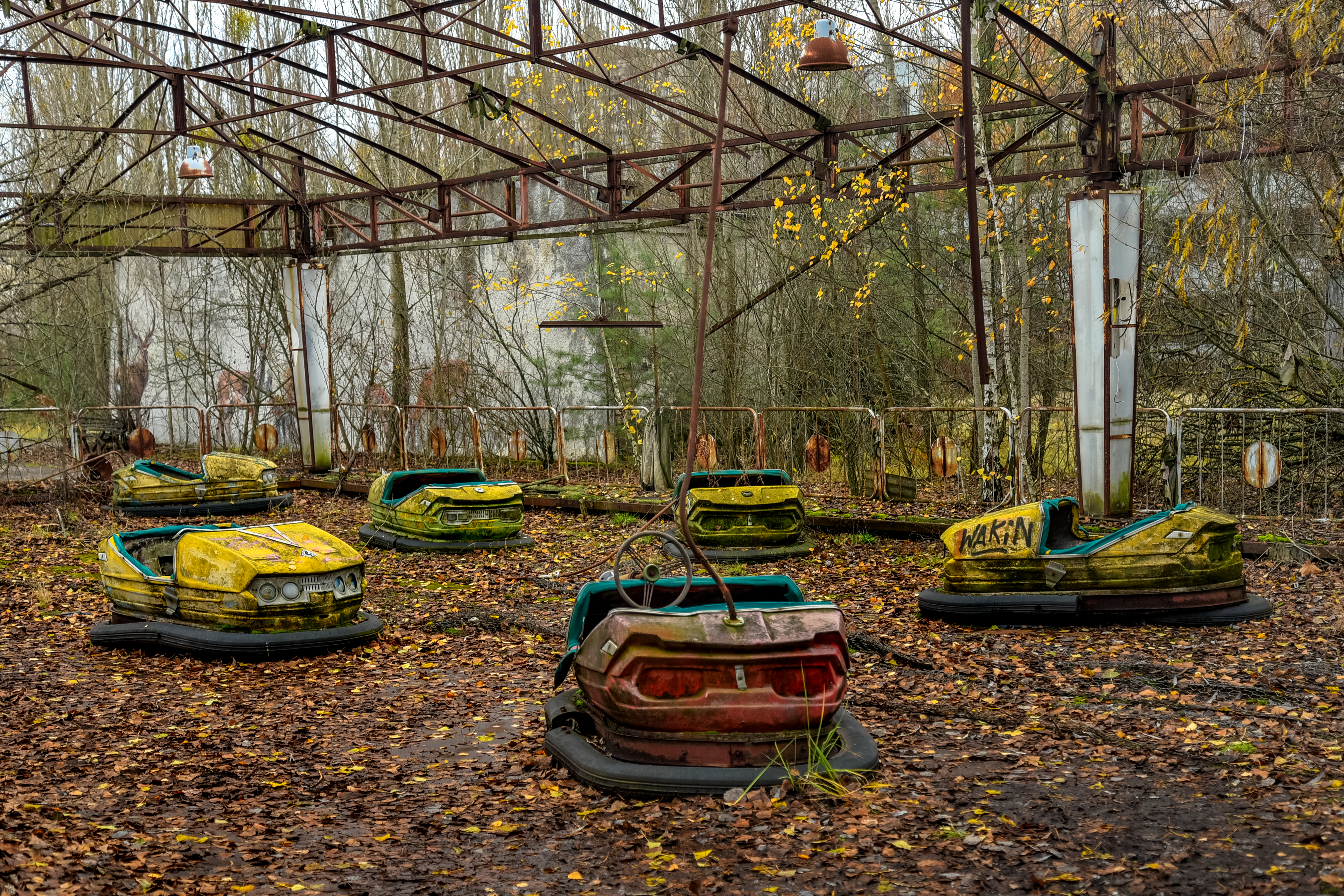
Dodzsem a pripjatyi vidámparkban (2017)

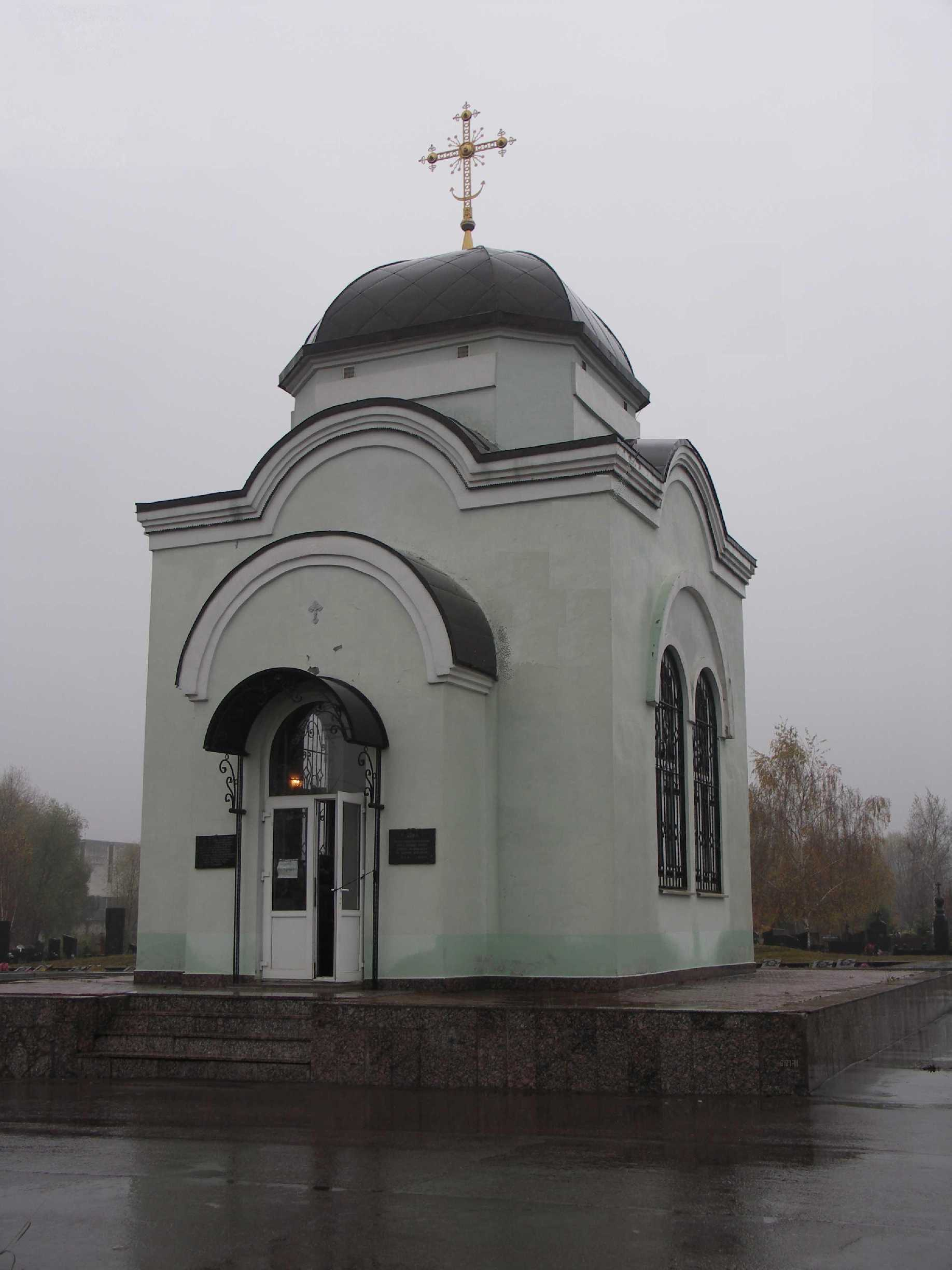
260pAz áldozatok emlékére épített imaház a mityinói temetőben

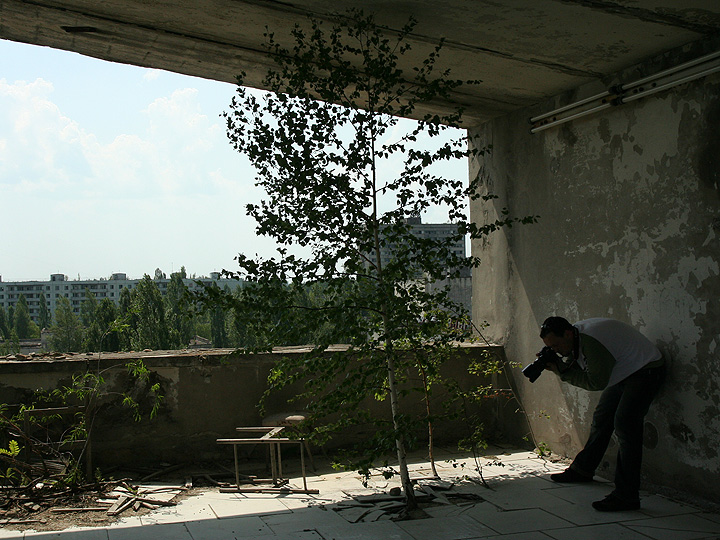
Fényképező katasztrófaturista valahol a zónában (2010)

### Politikai hatások
Felmerülhet a Szovjetunió akkori vezetésének felelőssége, mert csak napokkal később hozták nyilvánosságra a robbanás tényét. Ebben a kommunista pártvezetés konzervatív és reformpárti csoportjainak ellentéte is szerepet játszhatott. Robert D. English szerint a baleset után, Mihail Gorbacsovot, a Szovjetunió vezetőjét és társait „félreinformálta a hadiipari komplexum”, azaz az ország reformpárti vezetését a konzervatívok „elárulták” azzal, hogy nem bocsátották rendelkezésére a teljes igazságot a katasztrófa súlyosságáról, ezzel késleltetve a hivatalos választ. Jack F. Matlock Jr. hangsúlyozza, hogy Gorbacsov utasította a hatóságokat a teljes igazság nyilvánosságra hozatalára, de „a szovjet bürokrácia megakadályozta ezt”. A szovjetek késlekedését elítélte a nemzetközi politika, sokan éppen Gorbacsovot hibáztatták. Ennek ellenére a csernobili katasztrófa egy szempontból pozitív eredményt hozott, írja English, mivel Gorbacsov és reformertársai hatalmas bel- és külföldi lökést kaptak a reform felgyorsítására.
Ugyanakkor Csernobilnak egy sokkal messzebbre kiható politikai hatása is volt. Maga Mihail Gorbacsov, az SzKP főtitkára egy későbbi interjújában ezt a következőképpen fogalmazta meg: 
Még sokkal inkább, mint az általam elindított peresztrojka, Csernobil volt talán a Szovjetunió öt évvel később bekövetkező összeomlásának igazi kiváltó oka. A csernobili katasztrófa valójában igazi fordulópontnak bizonyult: volt egy, a szerencsétlenséget megelőző korszak, és volt egy ettől teljes mértékben eltérő korszak a katasztrófa után.
Az állítás mögött az a felismerés volt, hogy a csernobili katasztrófa kezelése aláásta a Gorbacsov által meghirdetett Glasznoszty szellemiségét, hiszen az abban elindult nyíltsággal szemben az állam ismét titkolózásba és félreinformálásba burkolózott a témát illetően. Az állam végképp elvesztette szavahihetőségét, a glasznoszty pedig a hitelét, mivel rávilágított, hogy nem a hírek átlátható és igaz közléséről van szó, hanem inkább egy szofisztikált tömegtájékoztatási módszerről, amelybe továbbra is belefért a régi gyakorlat, a hazugságok szövevénye. Emellett Gorbacsov másik vívmánya, a Peresztrojka is léket kapott Csernobiltól. A katasztrófának mélyreható gazdasági hatásai voltak (csak egy példát kiragadva a mezőgazdaságban, ahol a belorusz termőterület ötöde veszett oda, nagy mértékben csökkentve a mezőgazdaság termelőképességét összszovjet szinten is). A peresztrojka, azaz a gazdasági átalakítás programja pénzügyi forrásokat igényelt volna, azonban azokat elszívta Csernobil. Több gazdasági becslés készült arra vonatkozólag, hogy a Szovjetunió mennyit költött a katasztrófa következményeinek felszámolására és az egyik ilyen szerint 230 milliárd dollárt emésztett fel Csernobil. Bár a katasztrófa nem megakadályozta a peresztrojkát, de mindenképpen másik vágányra kényszerítette, aminek következményeként az nem lehetett sikeres.

### Társadalmi hatások
A baleset hatására a társadalomban is komoly változások következtek be, amelynek legfőbb megjelenési formája az újdonságként megjelenő nukleáris vita és az annak nyomán életre hívott anti-nukleáris mozgalmak megjelenése volt. Ezek kiindulópontja a szovjet tömegtájékoztatás vitatott volta volt, amelynek félretájékoztatásaira válaszul nagyfokú bizalmatlanság bontakozott ki a világ nyugati felén a Szovjetunióval szemben, amelyet tovább korbácsolt a sajtó.
A baleset rávilágított a társadalom számára, hogy a hasadó anyagokra épülő ipar milyen törékeny biztonsági mezsgyén egyensúlyoz, így bizalmatlanul fordult mindenki az épülőben levő, vagy tervezett atomerőművekkel, reaktorokkal szemben és a közvélemény nyomása sok esetben megakadályozta azok megépítését. Az aggodalmak miatt az erőmű építések biztonsági megoldásokra szóló összegeinek elszállása, a technika drágulása, valamint a politikusoknak a közvélemény várható ellenállása miatti megnövekedett munkaigénye miatt az erőműépítések száma látványosan visszaesett 1986 után.
Az egyes országokban más és más politikai eredmények születtek a katasztrófa nyomán. Olaszországban például kiírták az 1987-es, nukleáris energiáról szóló népszavazást, amelyet követően 1988-ban az olasz atomerőműveknek az energiatermelésből való kivezetéséről döntöttek – amely döntést 2008-ban aztán visszájára fordítottak, ám 2011-ben egy ismételt népszavazás megerősítette az atomerőművek bezárását –. Németországban pedig a csernobili katasztrófa volt az, amely megalapozta a környezetvédelmi minisztérium intézményének létrehozatalát. Ekkor kapta meg a német környezetvédelmi miniszter az atomerőművek biztonsági rendszerei feletti felügyelet jogát az országban. A környezetvédelmi intézkedések mellett Németországban a legerősebbek közé emelkedtek az anti-nukleáris mozgalmak, amelyek hatására az 1998-2005 között működő Schröder kabinet irányítása alatt született meg a döntés, hogy az országban véget vetnek az atomenergia felhasználásának.

### Egészségügyi következmények

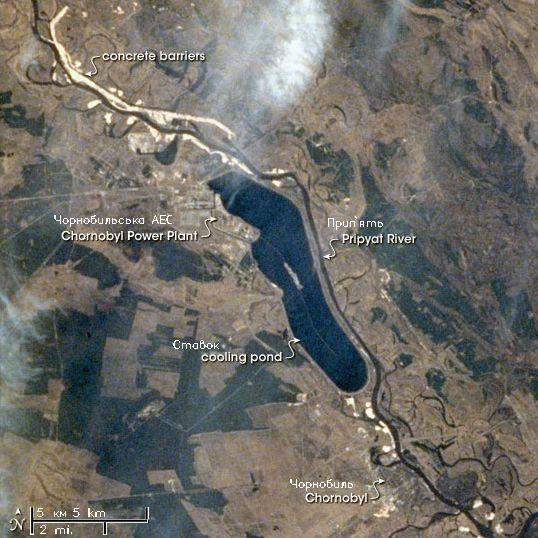
Csernobil és az erőmű műholdas képe, a csernobili atomerőmű-baleset után kitelepített terület a radioaktív kihullás miatt a legnagyobb mértékben szennyezett zóna

A Nemzetközi Atomenergia-ügynökség 56 közvetlen áldozatot tart nyilván: 47 munkást és 9 gyermeket, akik pajzsmirigyrákban haltak meg, legalább 40 ezer művi vetélést kapcsolnak össze a balesettel. A korai becslések 30-40 000 halálesetről szóltak, végül az ezzel összefüggő betegségekben elhunytak számát 4000-re korrigálták. A helyi lakosok hajlamosak a sugárterhelésnek tulajdonítani a rossz egészségi állapotukat és szinte valamennyi egészségügyi problémát, ezért szerintük a Csernobillal összefüggő halálesetek száma lényegesen magasabb.
Megjegyzendő, hogy a pajzsmirigyrák korai felismerés esetén közel 100%-os hatékonysággal gyógyítható, és mivel a hatóságok készültek a többlet pajzsmirigyrákos esetekre, ezért mindössze 9 gyermek halálát okozta a többlet sugárterhelés.[forrás?] Nem elhanyagolható azonban, hogy a legfőbb halálozási ok a katasztrófával kapcsolatosan pszichés eredetű volt.[forrás?] A – többségében alaptalan – félelemkeltés[forrás?] egyik jellemző példája az Európában tapasztalható abortuszok számának növekedése, mely a balesetet követő hetekben közel 40 000 többlet művi vetélést jelentett. Ezek a meg nem született gyermekek is a robbanás áldozatai, holott az akkoriban születettek között mutációval, születési rendellenességgel stb. összefüggő többlet előfordulást sehol sem tudtak kimutatni.[forrás?]
Ezeket az adatokat többek közt a Greenpeace sem tartja pontosnak, 2006-ban a katasztrófa 20. évfordulója alkalmából rendezett kampányukra összefoglalót készítettek az egészségügyi hatásokról, ahol nagyságrendekkel több áldozatról írnak. Fontos megállapítani azonban, hogy a nemzetközi tudóstársadalom egyértelműen a Nemzetközi Atomenergia-ügynökség (IAEA) által szervezett nemzetközi bizottságnak a baleset radiológiai következményekről szóló felmérésének eredményeivel és következtetéseivel ért egyet, mivel azokat pontosan dokumentált, hatóságilag hiteles mérések támasztják alá. A zöldszervezetek nem véletlenül érvelnek ezekkel a tényekkel. A mértékadó folyóiratokban azonban a IAEA mellett állnak ki a tudósok – a Greenpeace érvrendszere szerint a teljes nemzetközi fizikus, biológus és hasonló szaktekintélyek világméretű összeesküvéséről van szó.
A Nemzetközi Rákkutató Újság (International Journal of Cancer) 2006-os tanulmányában megjelent egy újabb tudományos modell, eszerint a csernobili szerencsétlenség körülbelül 1000 pajzsmirigyrákos és 4000 egyéb rákos esetet okozott Európában, ami az összes rákos esetek 0,01%-a a szerencsétlenség óta. A modell szerint a tragédia 2065-ig kb. 16 000 (95% UI 3400–72 000) pajzsmirigyrákos és 25 000 (95% UI 11 000–59 000) más típusú rákos megbetegedést okoz. A teljes hatását a lakosság egészségére nehéz felbecsülni.

## Felelősségre vonás
A katasztrófát és annak kárelhárítását követően fordult arra az ügy, hogy megnevezzék a felelősöket és ha kell megbüntessék őket. Hogy ez mennyire nem volt egyszerű kérdés mutatja, hogy az SZKP Központi Bizottságának Politikai Bizottsága kétszer is – 1986. július 3-án és július 14-én – tárgyalta, hogyan és milyen tárgyaláson kerüljön sor a csernobili katasztrófa felelőseinek büntetőperére. A Párt fontos problémába ütközött: a reaktor robbanásához kezelőinek gondatlansága és a reaktor hibás tervezése vezetett, ám a tárgyaláson csak az előbbi oknak volt szabad kiderülnie. Ugyanakkor az eset súlyossága miatt nem lehetett zárt tárgyalással eltussolni az ügyet, hanem ország-világ számára be kellett mutatni, hogy az igazságszolgáltatás pontosan, jól és hatékonyan működik ebben a kiemelt ügyben is.
A cél elérésére egy furcsa, hibrid tárgyalást tartottak: nyilvános is volt meg nem is, ki is derült az igazság is meg nem is. A per látszólag nyilvános volt, meghívtak jónéhány újságírót, köztük külföldieket is, ám a tárgyalást szándékosan a lezárt zónában, Csernobil városában tartották, így különleges engedélyre volt szükség arra, hogy valaki odajuthasson. A pert 1987. július 7–29. között rendezték meg az erre a célra kissé átalakított Kultúra Házában Csernobilban, de az összesen 18 üléséből mindössze a nyitó és a zárónapra engedték be a nyilvánosságot, a többi 16 lényegében zárt ajtók mögött zajlott le. A titkosság mellett a Párt által diktált narratíva igazságkénti elfogadását segítette, hogy a megidézett szakértőket gondosan válogatták össze és ennek fő szempontja az volt, hogy a tanúk érintettek és elfogultak legyenek abban, hogy például a tervezési hiba tekintetében ne derüljön ki semmi fontos.
A per vádlottjai Viktor Brjuhanov, az erőmű igazgatója, Nyikolaj Fomin, az erőmű főmérnöke, Anatolij Gyatlov, a főmérnökhelyettes, egyben a balesetet okozó teszt vezetője, Alekszandr Kovalenko, a 4-es reaktor főfelügyelője, Borisz Rogozskin, az egyész atomerőmű aznapi éjszakai műszakjának vezetője és Jurij Lauskin, a Goszatomenergodazor, az egyik külső alvállalkozó főfelügyelője volt. Még az irányítóközpontban a tesztet végrehajtó személyzetből további 3 főt – Alekszand Akimovot, Leonyid Toptunovot és Valerij Perevozsenkót – lehetett volna vád alá helyezni, ám ők 1986. május 10–14. között, három héten belül meghaltak. A bíróság végül mindannyiukat bűnösnek találta, köztük Brjuhanovot, Fomint és Gyatlovot nevezve meg a főbűnösnek, akik közül mindegyikük 10 év büntetést kapott, ami a főigazgatónak munkatárborban töltendő kényszermunkát, a főmérnöknek és helyettesének börtönbüntetést jelentett. Brjuhanov a büntetésből csak öt évet töltött le, a többi büntetését elengedték, Fomint is hamarabb szabadon engedték gyenge egészségi és mentális állapota miatt és Gyatlov is amnesztiát kapott a Szovjetunió felbomlása körüli időkben, Kovalenko és Rogozskin három év, míg Lauskin két év börtönt kapott.

## Turizmus
A 30 km-es zónát a baleset 25. évfordulóján, 2011 márciusában megnyitották az idegenforgalom számára. A csernobili atomerőműhöz, illetve Pripjatyba már az elmúlt években is lehetett utazni. A kijevi utazási irodák egynapos túrákat kínáltak a 4-es reaktorhoz és a környező kihalt vagy újratelepült falvakhoz, városokhoz. Az idegenvezetéshez Geiger–Müller-számlálót, azaz radioaktivitásmérő műszert is lehetett kölcsönözni. A területre való szervezett utazásokat pár hónappal később, 2011 júniusában ismét betiltották. 2012 januárjától azonban ismét lehetővé tették a beutazást.
2015-ben[forrás?] a betonszarkofággal lezárt négyes reaktor üzemi területeinek kivételével az ukrajnai atomerőmű jelentős része újra megtekinthetővé vált az érdeklődő katasztrófaturisták számára.

## A művészetekben

### Zene
Az atomkatasztrófával több popzenei előadó is foglalkozott:
- David Bowie, a Watchtower is egy-egy dalban énekelte meg a nukleáris balesetet.
- A Kraftwerk 1975-ös „Radioactivity” című szerzeményén 1991-ben a csernobili és goiâniai baleset miatt változtatott.
- Az Imagine Dragons amerikai rockbanda 2012-es Radioactive című számában emlékezett meg a csernobili katasztrófáról.
- A 2010-es Eurovíziós Dalfesztivál ukrán versenyzője, Alyosha Pripjaty városában forgatta le a Sweet People című versenydalához a videóklipet.

### Film és televízió
- Mihályfi Imre 1987-es Szarkofág című tévéfilmje többek között a csernobili balesettel foglalkozik.[182]
- A Метелики (oroszul: Мотыльки, magyarul: Pillangó) című ukrán film 2013-ban készült, a katasztrófa bekövetkezte utáni napokról szól.
- A Csernobil című HBO-minisorozatot a katasztrófáról és következményeiről 2019-ben mutatták be.

### Jelentősebb dokumentumfilmek a témáról
- Csernobil, Pripjaty – a betiltott film (Magyar felirattal)
- Csernobil Öröksége: a Zóna, Bendarzsevszkij Anton és Maczelka Márk filmje színes, magyar dokumentumfilm, 102 perc, (2011)
- Хроника тяжелых недель (Nehéz hetek krónikája)] (oroszul)
- Порог Документальный фильм о чернобыльской катастрофе "Порог" был снят на Киевской киностудии им. А. Довженко еще в 1988 году известным кинодокументалистом Ролланом Сергиенко (oroszul)
- Nova: Back to Chernobyl (1989) (angolul)
- Inside Chernobyl Sarcophagus (UK Horizons, 1996) (angolul)
- A zóna (Magyar Televízió, Panoráma, 1989) (magyarul)
- Halál Csernobilban (Magyar Televízió, Panoráma, 1990) (magyarul)
- A csernobili robbanás Discovery Channel (magyarul)
- Meltdown in Chernobyl (National Geographic Channel, 2006) (angolul)
- Chernobyl disaster (Ukraine 1986), Discovery (angolul)
- Ангелы Чернобыля Csernobil angyalai (oroszul)
- Колокол Чернобыля Csernobili harangok (oroszul)
- The Chernobyl Disaster: How It Happened (angolul)
- Csernobil: Sevcsenko kamerája, avagy... akiket ólomkoporsóba temettek (Index.hu, 2011. 04. 26.)